# 허정
허정(許政, 1896년 4월 8일 ~ 1988년 9월 18일)은 대한민국의 독립운동가이며, 정치인이다. 지난날 무소속 초선 제헌 국회의원·제2대 교통부 장관·제3대 사회부 장관·국무총리 서리·제8대 서울특별시장·제5대 외무부 장관·제6대 국무총리·대통령 권한대행을 지냈다.
제1공화국 당시 국무총리 서리를 지냈고, 수석국무위원 겸 외무부장관을 지내다가 이승만 하야 후 대통령 권한대행 겸 수석국무위원, 제2공화국의 대통령 권한대행 겸 국무총리 등을 역임했다. 호(號)는 우양(友洋), 본명은 허성수(許聖壽), 별칭은 '국로'(國老)이다.
일제강점기 당시 대한민국 임시정부 구미위원부의 위원으로 활동하였으며, 미국에서 독립운동을 하던 이승만을 보좌하였다. 1928년에는 교포신문인 삼일신보를 창간, 발행하다 귀국, 충남의 형석광을 매입, 광업과 상업에 종사했다.
광복 직후 한국민주당 창당에 참여하였으나 호헌동지회와 민주당 결성에는 불참했다. 이승만 내각에서 1948년 교통부 장관·1950년 사회부 장관·국무총리 서리를 거쳐 1952년 무임소 장관에 재임중 부산정치파동으로 사퇴했다. 1957년부터 1959년까지 제8대 서울특별시장을 지내고, 1959년 한일회담 수석대표로 일본에 다녀온 뒤 민주당 최고위원에 선출되었고 1960년 4월 외무부 장관에 발탁되었다가 4·19 혁명 이후 내각 수반과 대통령 권한대행을 지냈다.
1960년 4월 27일부터 1960년 6월 15일까지, 1960년 6월 23일부터 1960년 8월 12일까지 대통령 권한대행이었으며 1960년 4월 27일부터 1960년 6월 15일까지 수석국무위원이었다. (당시 내각수반이라는 이름은 내각의 수반이라는 뜻의 관습적인 표현이었을 뿐 법률적인 직함은 아니었다.) 3차 개헌으로 국무총리직이 부활하자 헌법 부칙에 따라 수석국무위원직이 폐지되고 6월 15일에 제6대 국무총리에 자동 취임되어 8월 18일까지 재임했다. 1963년 대통령 선거에도 출마하였으나, 후보단일화를 위해 사퇴하였다. 이후 박정희 정권 기간 중에는 야당 정치인으로 활동하다가 제5공화국 때는 정계원로로서 자문역할을 하기도 했다. 개인적으로는 이승만과 친분이 있었으나 자유당에는 가담하지 않았다. 제1공화국과 과도 정부 기간 중 공무원의 노동 조합 설립을 반대, 공무원 노조 및 교원 노조 조직 활동을 원천 차단하였다. 4·19 혁명 이후 이승만에게 하야를 권고하기도 했다.
초명은 ‘성수’이다. 아호는 우양(友洋)이고, 본관은 김해이다. '국로'(國老)라는 별칭 도 있다. 부산 출생이다. 그가 태어날 당시 부산은 경상남도 예하였다.

## 생애

### 생애 초기

#### 출생과 유년기
1896년 4월 8일 경상남도 부산부 초량동(草梁洞) 19통 10호에서 허문일(許文逸)과 모친 김술이(金述伊)의 5남 1녀 중 셋째 아들로 태어났다. 그의 처음 이름은 허성수(許聖壽)라고 지어졌다. 아버지 허문일은 해상무역, 장사에 종사하던 물산객주였으며, 아버지 허문일이 무역업과 물산객주로 재산을 모았으므로 비교적 유복한 환경에서 유년기를 보내며 나중에는 정계 입문을 할 수 있게 되었다. 그의 조상들은 울산군에 살다가 아버지 허문일이 사업을 하면서 동래부로 내려와 정착하게 되었다.
소년 허성수는 당시의 관례에 따라 서당에 다니면서 한학을 배웠다. 6세 때 고향 초량동에 영국인 개신교 선교사가 와서 교회를 짓고 그 옆에 작은 집을 지어 동리 아이들에게 신학문을 가르쳤다. 이 곳을 주민들은 양국서당(洋國書堂)이라 불렀으며 허정도 그곳에 다녔다. 그곳에서 그도 크리스찬이 되었다.

#### 소년기
8세 때 초량동에 있는 초량사립보통학교에 입학하여 신학문을 배웠다. 그 뒤 14세 되던 해에 초량사립학교를 졸업했다. 소년 시절 그는 주시경이 쓴 잔 다르크전 을 읽고 크게 감명받았다고 한다. 잔 다르크의 나이는 어리지만 그 뜨거운 애국심에 감격했다는 것이다. 초량학교 재학 시절 그는 이동휘(李東輝)의 강연을 듣게 되었는데, 이동휘의 강연 역시 허정에게 감격을 주었다. 이동휘는 자신을 환영하는 학생들에게 '여러분의 환영은 고맙지만 이 환영은 두었다가 우리나라가 독립이 되거든 해달라.'라고 하였는데 허정은 이것을 잊혀지지 않는다고 하였다. 1910년 초량보통학교를 졸업하자 곧 서울로 상경하여 보성중학교(普成中學敎)에 입학했다.
허정은 소년기에 중매로 역시 부산의 상인의 딸과 결혼하였다. 그러나 장기간의 유학 생활을 하다가 관계가 소원해지면서 본부인과 이혼하게 되었다. 이혼한 허정은 1932년 10월 이화여전의 음악교사로 있던 백귀란을 만나 재혼하게 된다.

### 청년기

#### 학창시절
보성중학교에 입학한 후 경성부로 상경 경성의 안국동 네거리의 대동기숙사에서 월 3원 50전의 기숙비를 내고 하숙하며 학교에 다녔다. 어느정도 형편이 되었던 그의 집안에서는 하숙비와 학비를 일부 부쳐주었다. 보성중학교에 다니면서 한편으로는 경성YMCA에도 나가면서 영어를 배웠다.

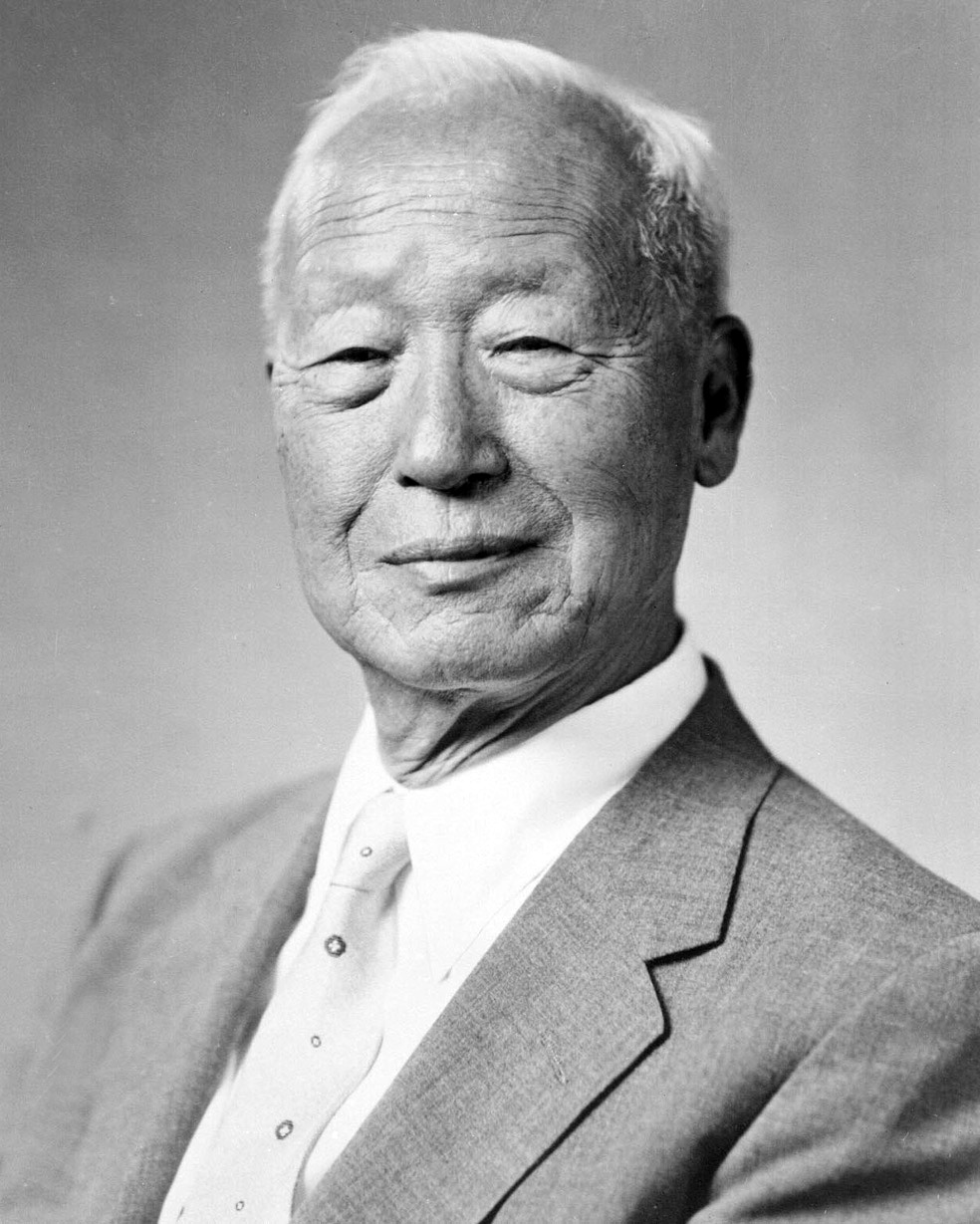
YMCA 청년회 학당 시절 그에게 영어, 철학과목을 가르친 이승만.

1912년 YMCA 기독교청년회 학당에서 그는 임병직(林炳稷), 윤치영(尹致暎), 이원순(李元淳), 김영섭(金永燮) 등과 함께 이승만에게서 배웠다. 이후 허정은 위의 동문들과 함께 이승만의 추종자가 되었다. 이후 중앙학교에서 수학하였고, 1917년 보성전문학교 상과에 진학하였다. 보전 상과 졸업후 중국 상해 오송상선학교와 중국 남경(南京) 항해학교 등에서 수학하였고 프랑스에서 미국으로 건너간 그는 미국 컬럼비아대학에서 하계학교 강의를 들었다. 그 이후 다시 영국으로 건너가 영국 런던 항해학교에서도 수학하였다.

#### 중국 망명과 독립운동
1919년 3월 3·1 만세운동이 벌어지자 그는 만세운동에 참여하였다. 그 뒤 중국으로 망명하여 상하이 임시정부의 조직에 참여, 4월 상하이 임시정부가 결성되자 임정 직원으로 활약하였다. 이어 임시의정원 의원을 지냈고, 4월 초 미국을 방문했다. 3·1 운동 소식을 접한 이승만은 만세운동에 호응하기 위해 4월 초에 공지하여 4월 13일, 필라델피아에서 제1차 한인연합회의(The First Korean Congress)를 소집하였다. 임시의정원 의원인 허정도 4월 13일부터 4월 15일까지 3일간 필라델피아에서 개최된 이 회의에 참석하였다. 이 대회에서 허정도 연사로 참여하였다.
이동휘·안창호 등이 상해를 떠난 뒤 허정은 그의 표현에 의하면 '이곳에 머물러 있을 필요가 없다는 생각'이 들어 1919년 11월 신규식과 중국 국민당(國民黨)의 주선으로 신동식 등 6명의 청년들과 함께 마르세유로 가는 영국 화물선에 승선, 프랑스에 유학하였다. 이때 그는 일본의 추격을 피하기 위해 편법으로 중국인 여권을 사용하였다. 그리고 1920년 프랑스에 도착했다.
화물선 안에서 어릴 적 이름인 허성수(許聖壽)에서 허정으로 이름을 바꾸었고, 바다를 보고 우양이라는 아호가 떠올랐다 한다. 이후 그는 호를 우양이라 하였다.

#### 프랑스 유학시절
프랑스에 간 그는 파리위원부로 찾아가 김규식을 찾아갔으나 김규식은 이미 떠난 뒤였으므로 만나지 못하였다. 프랑스 대표부의 주선으로 프랑스 정부와 연결되어 그는 슈프랑으로 건너갔다. 그곳에서 허정은 막노동으로 학비를 조달하였다.
1920년 6개월 정도 체류하는 동안 프랑스 거주 한국인 거류민 회장이 되어 교민들을 결속하는 데 힘쓰고, 막노동 중 노령에서 건너온 한국인 노동자들의 무식함과 외국인 노동자들에게 멸시당하는 것에 충격을 받고, 임시정부 파리위원부의 도움을 얻어 유법한인회(留法韓人會)라는 프랑스 한국인 유학생 친목조직을 결성하였다. 또한 낮에는 막노동과 밤에는 노동을 하고 돌아온 한국인들을 모아서 한국의 역사, 지리, 국어, 산수, 등을 가르쳤다.

### 일제 강점기 활동

#### 미국 체류 초기

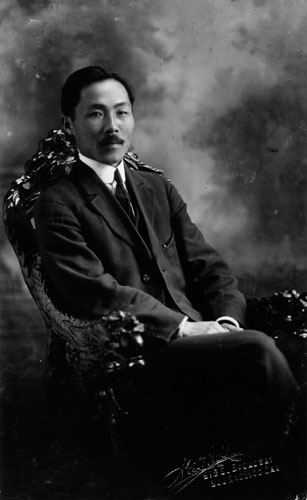
도산 안창호. 안창호의 인품에 감동한 그는 안창호의 도움 요청을 사양했지만, 이후 이승만과 안창호가 갈등할 때 중재에 나선다.

1920년 7월 프랑스를 떠나, 미국 뉴욕주 뉴욕 항에 도착하였다. 이후 미국으로 건너가서는 생업에 종사하면서 미국 뉴욕 한인유학생회장·1922년 북미 거주 한국인 교민단 총단장 등을 지냈으며, 1923년 6월 <3·1 신보사>를 창간했다. 이 무렵 그를 찾아온 안창호를 면담하고 흥사단의 단원들이 그에게 가입권고가 있었으나 허정은 거절하였다. 비록 그는 자신을 도와달라는 안창호의 요청은 거절하였으나, 후일 안창호와 이승만이 갈등할 때와 국민회와 동지회, 재미 동포사회간 갈등이 있을 때마다 중재에 적극 나서기도 했다.
미국으로 건너온 뒤 학업이 여의치 앉자 그는 교민 사업에 헌신하였다. 그의 헌신성에 감격한 이승만과 안창호는 어떻게든 그를 자신의 곁에 두려고 했고, 나중에 그가 귀국할 때는 이승만이 그의 귀국을 말리기도 했다.
처음에는 이승만을 돕는 것에 대해 소극적이었으나 나중에 이승만이 김현구 등과 그를 영입하면서 이승만을 적극적으로 돕게 된다. 허정은 뉴욕에서 대한인공동회를 만들어 이승만파와 안창호파를 통합하려고 했으나 실패하고 결국 이승만을 지지하는 교민단의 회장직을 맡게 되었다. 그는 서재필 등을 찾아가 이승만과 안창호 사이의 갈등을 조절하려 했지만 서재필 역시 실패하면서 포기하고 동지회와 구미위원부 활동에 참여하게 된다.
1921년 세계군사축소회의가 개최되자 한국인 대표단의 한 사람으로 선출, 참석했다.
재미국 한인들이 세계군축회의 대표자로 서재필박사를 파견할 것을 결정하고 이승만을 선출하지 않자, 그는 서재필에게 장거리 전화를 걸어 이승만도 대표로 참여시킬 것을 설득하여 이에 성공하였으며, 이로부터 이승만은 그를 신임하게 되었다.

#### 미국 체류와 독립운동
1923년 미국 교포신문인 〈삼일신보〉 사장에 취임하는 한편, 임시정부의 주미외교위원회에서 일했다. 구미외교위원부에서 1921년 연상인 위원장 이승만과 개인적으로 가깝게 지내면서 그의 독립운동을 도왔다.
구미위원부에서 그가 맡은 일은 한인 교포들에 대한 인두세 징수와 구미위원부 기관지인 구미위원부 통보의 발간이었다. 허정에 의하면 '임시정부의 교민단법에 나와 있는 인두세는 국민 모두 납부해야 하는 기본세와 같은 성격을 지닌 것'이라고 하였다. 그는 기사를 쓰고, 문선을 하고 미미오그라프를 돌려 큰 타이프용지 2장을 잇댄 정도의 크기로 구미위원부 기관지인 통보 제1호를 발간했다. 이후 계속 통보를 발행했다.
통보에서 그는 3·1운동의 결정체인 임시정부를 독립운동의 최고 기관으로 삼고 임시정부의 활동을 재정적으로 뒷밭침하기 위해 인두세를 납부하는 것은 해외 한국인 교포의 의무임을 강조하는 글을 싣고 인두세를 구미위원부로 보내달라고 호소하였다. 허정은 통보를 구미 각 지역에 보냈을 뿐만 아니라 멀리 만주에 있는 동포들에게까지 발송하였다. 통보를 본 구미의 각 동포들은 각자의 여유에 따라서 10달러, 또는 20달러 등을 구미위원부로 보내주어 얼마 되지 않아 몇천 달러의 돈이 모였다.
허정은 이 돈을 즉시 당시의 임시정부 재정부장 이시영(李始榮)에게 보냈다. 허정은 그때는 미국에서 상하이로 쉽게 송금했다고 한다. 이 돈을 받자 김구(金九)와 이시영은 곧 감사와 격려의 편지를 허정에게 보냈고, 김구는 자신의 독특한 붓글씨(피격 후유증으로 몸에 박힌 총알 때문에 수전증이 심했다. 그래서 사람들은 그의 글씨체를 떨림체, 김구 자신은 자신의 글씨체를 총알체로 불렀다.)로 쓴 자서전 백범일지를 보내주었다. 1932년 초 향수병으로 허정은 구미위원부 위원직을 사직하고 귀국을 결심한다.

#### 사업 활동

허정

1932년 허정은 삼일신보를 이기붕에게 맡기고 미국을 떠나 하와이를 경유하여 6개월간 체류하며 태평양 잡지의 발행책임자를 맡았다. 1932년 7월 귀국했다. 귀국 후 부산에서 가사를 돌보며,건강회복에 힘을 쏟던 허정은 1932년 10월에 이화전문학교 음악과를 졸업하고 동래 일신여학교 음악교사로 있던 백귀란(白貴蘭)과 결혼했다.
일시적으로 장사도 해 보았으나 이재에 별로 밝지 않았고 사업 수완이 없었던 그는 장사에 실패했다. 이후 1933년 이기붕이 귀국하자 이후 이기붕과 함께 한때 광산 일을 동업하기도 했다.

#### 일제 강점기 후반
이후 집과 광산을 오가며 소일하다가 1938년 흥업구락부(興業俱樂部) 사건으로 끌려가 고문을 당하였고, 42년 조선어학회 사건 등으로 일본 경찰에 끌려가 고문을 받기도 했다. 조선어학회 사건 당시 그는 사건의 가담자로 조선총독부 경찰에 연행되었으나 별 혐의점이 없어 풀려났다.
1940년 2월 조선총독부로부터 창씨 개명을 권고받았으나 거절했다.
1940년대 이후 그는 독립운동에 적극 개입하지 않았으나 이승만의 측근이자 요시찰 인물로 분류되어 감시당하였고, 그는 이승만과의 관련설을 일체 자백하지 않았다. 1940년대에 들어 일제는 태평양전쟁을 도발하고, 조선인에 대한 감시와 사상탄압을 더욱 강화했다. 이 무렵 허정은 호구지책을 위해 이기붕과 공동 투자하여 충북 영동의 형석광(螢石鑛)을 매입하여 경영했다. 일제는 창씨개명을 강요하였으나 그는 창씨개명을 거절했고 일체의 정치문제에 관여하지 않고 광산업과 장사로 돈을 모았다.
1945년 2월 총독부가 조선인 불령선인과 요시찰 인물들을 사살할 것이라는 정보를 입수하고 충북 영동으로 내려간다. 45년 8월 15일 경성에서 일본의 항복 소식을 접하고 정치 활동에 투신하였다.

### 정치활동

#### 광복 직후

##### 한민당 창당
광복 직후 허정은 건국준비위원회로부터 참여 요청이 왔으나 거절하고, 국민대회준비위원회에 가입하였다. 8월 15일 허정과 장덕수는 정당 결성의 필요성을 두고 상의하였다. 8월 16일 허정은 보성전문학교 교사 장덕수를 찾아가 정당 창당을 합의하였다. 허정에 의하면 '내가 해방 다음날 보성전문학교로 설산을 찾아가 정당 창당에 합의한 다음, 꼭 한달 만에 보람있는 결실이 맺어졌다.'고 하였다. 허정은 정당 창당이 나라를 위하는 가장 올바른 길 이라고 판단하였다.
 그해 9월 한민당의 창당에 참여하였다. 11월 임정 요인들이 귀국하자 그는 김구를 찾아갔으나 환영받지 못하였고, 1948년 5월의 5.10 총선거에 출마하여 제헌 국회의원으로 당선되었다.
1945년 11월 임시정부 귀국 제1진이 환국하자 송진우, 김성수, 장택상, 조병옥, 김준연과 함께 경교장을 찾았다. 그러나 경교장에 근무서던 광복군은 잠시 기다리라 해놓고는 청사로 들어가 6시간 뒤에 나타났다. 6시간 눈밭에서 떨고 있던 허정은 노발대발했으나 장택상이 이왕에 온 것 참자고 권고하여 참았다 한다. 12월 한민당의 수석총무 송진우가 암살되자 그의 빈소를 찾아갔다. 송진우의 암살 이후 그는 임정 측을 다소 부정적으로 보거나 경계하게 되었다.

##### 광복 직후의 정치 활동

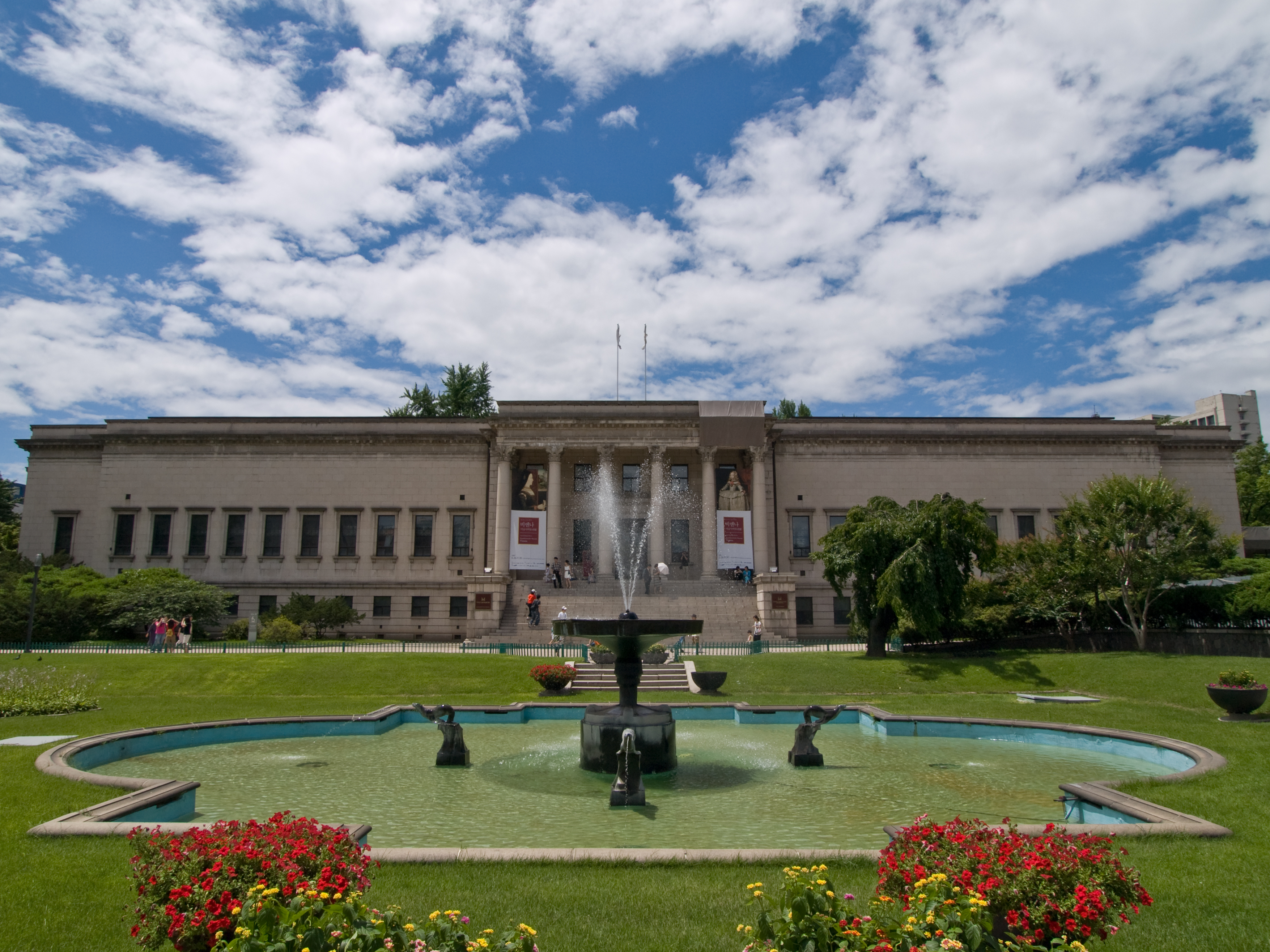
덕수궁 석조전. 이곳에서 미소공위가 개최되어 좌우합작위원회 회담이 열리곤 했었다.

45년 12월 8일 서울특별시장 시정 고문관에 임명되었다. 한편 그는 이승만을 찾아가 과도한 탁치 반대운동은 자제해줄 것을 설득하였다. 허정의 설득으로 이승만은 과격한 탁치 반대운동에서 한발 빼게 된다. 2월 남조선대한국민대표민주의원이 개원되자 2월 26일 그는 민주의원 비서의 한사람으로 선출되었다.
1946년 2월 미소공동위원회의 개최가 확정되자 그는 미소공위 개최의 불가피성을 인정하고 미소공위에 지지를 보낸다. 5월 서울에서 개최된 미소공위 회의에 참관하였으나 회의는 결렬되었다.
1946년 6월 29일 민족통일총본부(民族統一總本部) 10인협의회 위원으로 선출되었다. 그 뒤 이승만의 단정 수립 노선을 따라 1948년의 대한민국 단정 수립론에 참여하였다. 5월 10일 제헌국회의원 선거에 부산을구에서 출마하여 당선되었다.
1948년 한민당 지역총무의 한사람으로 선출되었다. 1945년 11월 이승만·김구의 주도하에 독립촉성중앙회가 설립되자 그는 독립촉성중앙회에도 참여하여 활동하였다.

#### 단독 정부 수립 참여
이승만이 단독정부 수립론을 역설하자 그는 이승만의 단정 수립론을 지지했다. 장덕수가 암살되기 전까지 그는 이승만과 김구를 화합, 연결시키려 노력하였다. 그러나 장덕수가 백의사 계열과 한독당의 당원들에 의해 피살되자 한독당과의 연대 노력을 포기했다.

장덕수

1947년 12월 장덕수가 암살당하자 그는 한독당을 용의자로 보았다. 그는 조소앙을 찾아가 '왜 설산을 죽였소'라고 항의하였고 조소앙은 너털웃음을 짓고 직접적인 답변을 회피하였다. 그 뒤 미군정의 보고서에 의하면 김구는 김성수의 암살을 기도 해왔다 한다. 이후 그는 조소앙 등과는 개인적으로는 친분관계를 계속 유지했다. 그러나 김구나 임시정부에 대한 부정적인 시각으로 돌아섰다.
1948년 1월 UN한국위원단이 서울에 파견되자 그는 환영회를 주관하고, 위원단의 통역을 하였다.

#### 제헌 국회의원과 헌법 기초위원
한편 남북 협상론이 대두되자 이상적으로는 옳지만 현실적으로는 불가능한 노선이라며 실현 가능성에 회의적이었다. 4월 조소앙이 38선을 넘어 평양을 방문하려 하자 북한이 최고인민회의를 2월에 이미 결성한 점과 협상이 되지 않을 것을 알리며 만류하였으나 조소앙은 북한으로 가고 말았다.
5월 초 이승만으로부터 선거 준비를 위해서는 경찰력이 필요하다 하여 군정청 경무부장 제의를 받았으나 거절하였다. 역시 경상남도 경찰부장의 제위를 받았지만 역시 거절했다. 1948년 5월 10일 부산 을구에서 한민당 공천으로 제헌국회의원에 출마하여 무난히 당선되었다. 허정은 한민당 경상남도지구당 선거 총책임자 일도 함께 보게 되었다. 5월 10일의 제헌국회의원 총선거에 그는 부산부 을 지역구에 한국민주당 공천으로 출마하여 당선되었다.
5월 30일 제헌국회가 열린 뒤에는 유진오, 백관수, 조봉암 등과 함께 헌법기초위원회 위원에 피선되어 활동하였다. 6월 4일 ~ 6월 21일 헌법기초위원 회의에 참여하였다. 6월 21일 허정, 김도연 등은 내각책임제, 대통령중심제 안건이 나오자 대통령중심제를 강력히 주장하였다. 7월 초대 상공부 장관직을 제의받았다. 그러나 초대 상공부 장관직에는 임영신이 임명되었고, 8월 15일 정부 수립 직후 이승만으로부터 총무처장직을 제의받았으나 거절하였다.

#### 정부 수립 이후

##### 정부 수립에 참여

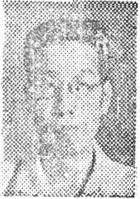
광복 직전의 허정 (1945년)

1948년 10월 교통부 장관에 피선되었고, 수락하였다. 이어 한민당 고문직에 임명되었다가 곧 사퇴하였다.
9월 경부선 열차사고 후 제2대 교통부 장관에 임명된 허정은 좌익 계열의 농성과 파업이 치열하게 전개되었던 철도에 행정력을 집중하여 철도와 교통부 직원의 노조활동을 금지시켰다. 1949년 민국당이 조직되자 민국당에 입당했다. 당시 전진한은 초대 사회부 장관이었고, 허정은 초대 내각에서 40일만에 사임한 민희식의 뒤를 이어 교통부 장관으로 부임했다. 교통부장관에 취임하자, 한민당계 사람들이 한민당의 당원이기도 한 허정을 찾아와 인사 청탁을 하였다.
내가 교통부 장관에 취임하자, 한민당 사람들이 한민당의 총무의 한사람이기도 한 나를 찾아와 인사 청탁이며 공사, 납품 등 이권 운동이 심해서 현업 관청인 교통부에서는 이런 압력을 받으며 공정한 행정을 하기는 어렵다고 생각하고, 나는 인촌을 찾아가 사정을 설명하고 총무에서 물러났다.

한민당에서는 고문이라는 직함을 주기는 했으나 그는 당과 멀리 지냈다. 그 뒤 그는 민주국민당 고문에 선출되었으나 참여하지는 않았다. 또한 평소에 맺고 끊는 것이 명확한 점 때문에 구 한민당계 인사들 사이에서도 적을 많이 만들게 된다. 허정이 입각하자 이승만 대통령은 중요 부서의 장관들에게 중요한 일은 허정과 협의하도록 지시를 내려 김효석 내무부 장관, 신성모 국방부 장관 등이 중요한 정책에 대해서는 허정을 찾아와 협의를 했으므로 그는 광범한 행정에 관여하고 있었다. 그러나 그는 상당한 부담과 피로를 느꼈고, 교통부장관에서 물러난 뒤에 그는 심경을 이렇게 피력했다.
나는 교통부장과늘 물러나면서 이러한 협의에서도 손을 떼고 완전히 자유로운 몸이 되었다.

정부수립 직후 철도 노조에 가입한 남로당계 인사들이 폭동을 준비하자 직원의 이념도를 색출하여 남로당이나 민전 등 부역자와 관련자들을 대대적으로 해고, 파면하였다. 이어 불거진 공무원의 노조 결성 운동에 적극적으로 나서서 반대하였다. 그는 중일 전쟁 이후 광산업에 참가했다가 투자금을 잃은 경험이 있는데, 석탄 수송을 보고 석탄, 자원을 관리하는 기관을 세울 것을 이승만에게 건의하였다. 그의 건의는 받아들여져 1949년 10월부터 대한석탄공사 창립 운동이 추진되었다.

##### 사회부 장관 시절
그런데 허정과 전진한 사이에 공무원의 노동조합 가입 문제로 시비가 벌어졌다. 그는 공무원의 노동조합 가입 주장을 일축했다. 허정은 공무원이 노동조합에 가입할 필요가 없다고 했고, 전진한은 공무원도 가입해야 된다는 주장으로 맞섰다. (장택상에 의하면) '이 때문에 연속으로 3일간 국무회의가 벌어졌는데, 하루는 전진한이 노발대발해 가지고 나가더니 다시는 돌아오지 않고 자퇴해 버렸다. 주위 사람들이 그렇게 만루했건마 결국 전진한은 장관직을 헌신짝처럼 던져 버렸다.'는 것이다. 전진한은 공무원도 일종의 노동자로 간주했으나, 허정은 공무원은 국가의 공복이므로 노동자가 될 수 없다고 일축했다.
1949년 3월 18일 고려역도구락부 고문에 위촉되었다. 6월 26일 김구가 암살되자 빈소에 참석하고, 국민장 기간 중 참석하였다. 1950년 1월 9일 학생정구연맹 고문에 위촉되었다.
1950년 3월 사회부 장관이 되었다. 6월 25일 6.25 전쟁이 터지자 무정부상태로 혼란이 지속되던 중, 국방장관 신성모가 국방차관 장경근을 보내 떠나야 한다는 소식을 접하였다. 승용차도 없던 그는 아내 백씨와 아들 준, 딸 원과 함께 담요 한장을 들고 피난길에 올랐다. 시흥역을 거쳐 충청남도 온양시(現 아산시)의 온양 철도호텔에 일시 피신했다가 다시 대전으로 내려갔다. 1950년부터 사회부 장관으로 전시의 혼란기에 수많은 이재민과 고아들을 구제하는 정책을 추진하였다.
공무원의 노동조합 설립운동이 추진되자 그는 강력히 반대하였다. 이후 제1공화국 기간 중 그는 공무원들의 노조 결성 움직임을 계속 반대하였다. 그는 재야에 물러나서도 공무원의 노조 설립은 안된다며 반대했다. 1950년 5월 11일 민국당에 입당했으나 6.25 전쟁으로 이렇다할 활동은 할수 없었다. 제2대 국회의원 선거에 그는 불출마 입장을 언론에 발표했으며, 민주국민당 당적은 유지하고 있었다. 불출마 사유는 밝히지 않았다.
1950년 5월 27일 서울 상공부 청사에서 대한석탄공사 설립준비위원회가 조직, 허정은 위원장에 유기동이 부위원장에 각각 선출되었다. 역시 6.25 전쟁으로 잠정 중단되었다.

##### 한국 전쟁 직후
1950년 6월 25일 북한 인민군이 3.8선을 넘어왔다는 뉴스를 듣고 그는 늘 38선에서의 무력 충돌이 약간 심하게 일어난 모양이라고 가볍게 생각했다. 그러나 6월 25일 낮 제2대 국회의원에 당선되어 6월 19일에 막 첫 등원을 한 박찬현 의원 등 몇 사람이 허정을 찾아와서 이번의 38선상에서의 충돌은 심상치 않다 고 하는 말을 전달받았다. 그날 오후에는 야크기가 서울 상공에 나타나 용산 철도관사에 기총소사를 퍼부었다는 소식을 듣고, 자세한 정보를 알기 위해 교통부를 찾아갔다. 그의 후임자인 김석관 장관은 평상시와 다름없이 근무한다고 하며 태연한 태도였다.
전황이 수상하다 여긴 그는 지인들의 집에 전화했지만 괜찮을 것이라는 대답을 들었다. 그러나 일부 지인들의 집에는 전화도 불통이었고, 일부는 벌써 떠났습니다 라는 대답을 듣게 되자 그는 사태가 심상치 않음을 인식하였다. 얼마 후 신성모 국방장관이 보냈다며 장경근 국방차관이 찾아와 곧 떠나야 한다고 일러주었다. 허정을 가까이에서 도와주던 설국환(薛國煥)이 달려와 차를 한 대 구해주었다.
나는 곧 되돌아올 수 있으려니 생각하고 평소의 옷차림 그대로 부인과 준, 원 등 두 남매를 데리고 차에 올랐다.

당시 그는 자동차도 없었다.6월 28일 그는 짐을 싸서 피난길에 오른다. 대전을 거쳐서 대구, 부산으로 가서 피난 온 정부에 합류했다. 이승만은 무임소 장관직을 제의했지만 사양했다. 1950년 11월 23일 피난지 부산에서 사회부장관에 임명되고, 민국당을 탈당하였다.
1950년 11월 1일 부산에서 대한석탄공사가 창립되자, 석탄공사 총재에 선출되었다. 설립 광고문에는 서울 중구 남대문로 2가 13번지로 광고를 내기도 했다. 사회부장관으로 석탄공사 총재직을 겸직하다가 1951년 11월 23일 총재직을 부총재 김성호(金成浩)에게 넘겼다. 

##### 국무총리 서리 시절

주한미군사령관 콜트의 이임식장에서 (왼쪽 끝에 서있는 사람이 허정)

한국 전쟁 중인 1951년 11월부터 유엔 총회 참석차 출국 중인 장면을 대신하여 국무총리 서리를 겸직하였다. 1952년 2월 13일 기자단과의 회견에서 부당한 휴전은 단호히 거부한다는 의사와 부흥부 발족은 나중에 처리하겠다고 언명하였다. 30일 중앙청 출입기자단과의 회견석상에서 '앞서 정부가 행한 인접영해선언은 한국의 근린수역에 관한 주권의 한계를 국제적인 관례에 따라서 명백히 획정한 것이므로 하등의 불합리적인 것은 아니라고 정부의 태도를 재천명하였다. 며칠 전 일본정부가 한국의 영해선언을 공해에 있어서의 항해와 어로에 관한 자유를 규정한 국제법을 무시한 일방적인 조치라고 지적하여 정식 항의해온 데 대해서 이상과 같이 정부의 태도를 밝히면서 계속하여 허총리서리는 영해선언을 가리켜 이론이나 정의 또는 공정에 있어서 어긋나는 아무런 점도 없으며 순전히 한국의 정당한 자위책을 위한 것을 강조하고 한편 타국의 수역이나 주권을 무시 혹은 침범하는 것이 절대로 아니'라고 말하였다.
1952년 이승만은 국회에서의 간접선거로는 재선이 힘들다고 보고, 직선제를 추진한다. 이승만은 개헌안을 국회에 제출하기에 앞서 당시 국무총리 서리였던 허정에게 대통령 직선제 개헌안을 준비하도록 지시했다. 그러나 그는 이승만 대통령의 직선제 개헌에 반대하였다. 반대 이유로 그는 첫째, 전쟁을 수행중인데 개헌파동으로 정치적인 혼란을 야기해서는 안 된다는 것이었고, 둘째, 당시 국회의 세력분포로 볼 때 개헌안 통과가 어려울 것이라는 것이었다. 허정 국무총리는 직선제 개헌안을 강행하는 대신 국회와의 타협을 모색할 것을 건의했다. 허정은 '개헌으로 평지풍파를 일으키는 것보다는 오히려 국회에서 원만하게 재선되시도록 국회의원들의 등을 좀 두드려 주십시오. 그 사람들도 선량이라서 자부심이 있는데 그동안 선생님이 그들을 너무 무시해 왔지 않습니까?'라고 하면서 이승만 대통령이 국회를 대하는 태도를 고쳤다면 타협의 여지가 있었을 것이라 보았다. 곧 국회에 출석해, 국회의원들과의 타협과 절충에 나섰다. 그러나 일각에서 장면(張勉)을 대통령으로 추대한다는 설이 나돌면서 이승만의 대통령 직선제 개헌안을 막을 수 없었다.
국무총리 장면의 귀국이 늦어지자 이승만은 허정을 1952년 1월 12일 서리전임으로 발령시켰다.
부산정치파동 직전인 1952년 4월 국무총리 서리를 사임했다. 사임 후 놀면 뭐하느냐는 이승만의 직설적인 요청으로 무임소 장관으로 국무회의에 입각하였으나, 5월의 부산정치파동을 본 뒤 두 달만에 무임소 장관직을 사퇴하고 야인으로 생활했다.

##### 호헌동지회와 민주당 불참

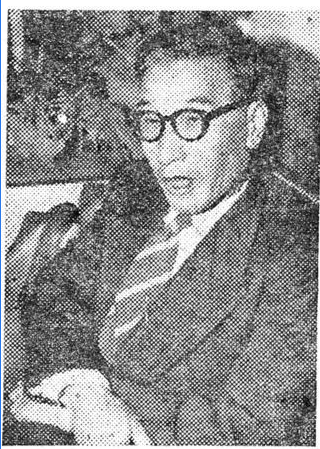
서울시장 취임 직후 기자회견 (1957년 12월 15일)

한때 그는 미국으로부터 이승만의 대안으로 여겨지기도 했다. 52년 2월에는 미국에서 이승만을 제거하고 대안으로 고려되기도 하였으나 추종세력이 미약하다 하여 곧 배제되었다. 1954년 5월의 제3대 민의원 선거에 그는 부산시 을구에서 민주국민당 후보자로 입후보, 출마하였다. 그러나 관권 동원으로 경찰들이 투입되어 그의 선거를 방해하고, 선거운동원 손홍병(孫洪秉, 당시 59세)이 사망하는 불상사가 발생했다.
야인생활을 하는 그에게 신익희, 조병옥 등 민국당 인사들은 함께 야당의 대열에 서자고 권유했으나 그는 완곡하게 거절하였다. 일단 이 대통령 정부에 있었던 사람으로서 그를 반대하는 일선에 선다는 것은 정치 도의상 있을 수 없는 일 같았기 때문 이었다는 것이다.
1954년 반이승만 세력은 김성수, 신익희, 조병옥, 곽상훈, 윤보선, 장면, 박순천, 서상일 등을 중심으로 호헌동지회를 결성했다. 이후 조봉암과 자유당을 탈당한 장택상 등도 호헌동지회에 가담하였다. 그러나 허정은 민국당의 당론과는 달리 호헌동지회에 가담하지 않았다.
호헌동지회를 중심으로 55년 9월 18일 민주당이 창당할 때에도 불참하였다.

##### 제8대 서울특별시장

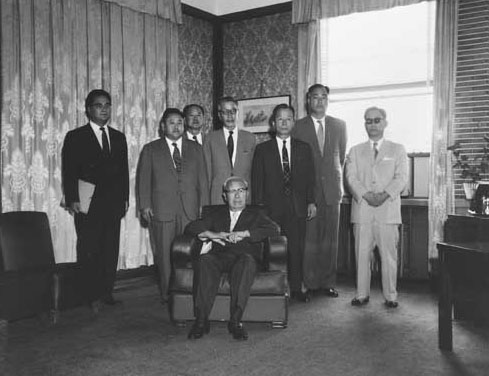
한일회담 한국측 대표단

1957년 12월 14일 서울특별시장에 임명되어 1959년 6월 11일까지 재임했다. 취임 직후 그는 관청의 장이 갈릴 때마다 늘 벌어지는 인사파동에 대해서 "꼭 갈 필요가 있는 사람들은 갈아야 되겠지만, 무턱대고 인사이동발령을 남발하지는 않을 작정이다."라고 소신을 피력하기도 했다. 자신만의 독자적인 세력이 없었고 별다른 야심이 없었던 그는 인사문제 등으로 불협화음을 겪지는 않는다.
그의 친여 적인 성향은 야당 국회의원들의 불평 불만의 대상이 되었다. 시장 재직 중 그는 서울시장 집무실 문을 발로 걷어차며 드나들곤 하던 모 야당 국회의원을 "깡패같은 놈"이라고 호통치며 수위를 불러 시청 밖으로 끌어내 화제가 되기도 했다. 이어 이게 뭐하는 짓이냐며 야당을 향해 정식으로 항의했다. 이 일로 민주당 및 진보당의 눈밖에 나기도 했다. 서울시장 재직 당시 그는 일체의 선물을 받지 않아 의혹, 구설수에 오르는 것을 피하였다.
그는 서울시 시경국장에게 지시, 서울시내에서의 데모, 집회, 대회를 일체 금지했다. 이 일로 1959년 1월 16일 야당 등으로부터 보안법 위반 혐의로 고소당했다.
1959년 5월 30일 중화민국 타이베이에 대한민국특사 자격으로 방문, 6월 2일까지 체류하고 미국 필라델피아 시장의 초청을 받아 필라델피아를 여행한 후 6월 11일 귀국했다. 귀국 직후 1959년 6월 12일 서울특별시장직에서 전격 경질되었다. 그가 서울시장에서 경질된 것은 귀국 직후, 경무대를 방문한 뒤에 알게 됐다 한다. 서울시장 퇴직 직후 이승만은 다시 그에게 무임소 장관직을 제의하며 입각을 권고했으나 사양했다. 민주당에서도 바로 입당을 제의했으나 역시 사양했다.

##### 제1공화국 후반
1958년 한국 YMCA 재건위원회 위원장이 되었다. 1959년 8월 11일 한·일 회담 대표단 수석대표로 임명되어 유태하, 장경근, 이호, 유진오 등 대표단원을 데리고 바로 출국했다. 부산 해운대에 내려갔다가 수석대표로 임명되자 사양했으나, 적임자가 그 밖에 없다는 장경근의 여러번의 설득을 받고 수락하였다.
8월 12일부터 주일공사 최규하의 임석 하에 일본 도쿄로 가 4차 한일회담 수석대표로 참석하였으나 배상 금액 문제로 마찰을 빚다가 일본측 택전염삼(澤田廉三)과 언쟁이 벌어지고, 협상은 성과 없이 종결되었다. 택전 등 일본 정부 측에서는 북조선의 일본인 납치 문제를 언급하면서 말을 돌리려 했고 협상은 결렬됐다. 10월 23일 허정은 대표단을 이끌고 주일미국대사 맥아더를 면담하고 10월 27일 귀국했다. 1959년 민주당 최고위원의 한사람에 선출되었다. 민주당 대표의 물망에 올랐으나 10월 14일에 있던 장면, 조병옥 간의 언쟁 소식을 접한 그는 민주당 대표직 추대를 사양했다.
1960년 4월 이승만에 의해 혼란 수습을 위한 개각으로 외무부 장관으로 기용되었다. 동시에 수석국무위원직을 겸직했다.
외무부 장관에 기용된 뒤 4·19혁명 이후의 민심 수습안으로 이승만 대통령에게 하야할 것을 권고하였다. 법무부장관 권승렬의 하야 건의 이후 허정 역시 이승만에게 하야를 권고했다. 1960년 4월 25일 장면이 부통령직을 사퇴하고, 같은 날 이승만이 대통령직을 사퇴했다. 이승만의 사퇴 직후 허정 역시 외무부장관직 사직서를 국회에 제출하였으나 부통령 장면이 사퇴하고, 당선자 이기붕의 사퇴와 대통령 이승만이 사퇴하였으며 국무총리직까지 궐위인데 그마저 사퇴하면 정부는 공백상태로 가게 될 것이라는 국회의원들의 설득, 건의를 받아들여 외무부장관 사퇴의사를 철회하였다.

#### 대통령 권한대행에 취임
1960년 4월 4·19혁명으로 자유당 정권이 무너지자, 부통령 장면이 사퇴하고 후임 이기붕은 사망하였으므로 수석국무위원 허정이 과도 정부의 대통령 권한대행이 되었다. 대통령 권한대행에 취임한 허정은 '혁명적 목표를 비혁명적 방법으로 수행한다' 고 시정방침을 발표했다. 그러나 관련자 처벌을 주저하거나 온건한 처벌, 감정이 가라앉은 뒤에 처벌할 것을 호소하자, 비난을 받기도 했다.
허정은 취임과 더불어 내외 기자단과 회견, 선거를 위한 과도정부의 당면과제로서 1. 정·부통령 선거는 국회와 협의하여 실시한다, 2. 경찰중립화 방안을 추진한다. 3. 과도정부의 각료는 비정당인으로써 구성한다는 등의 3개항을 추진하겠다고 발표했다.
허정은 '비혁명적인 방법에 의한 혁명'을 수행하겠다는 방침을 천명하면서 4월 28일 과도정부의 입각자 명단을 발표했다. 외무에 허정 자신(겸임)을 비롯하여 내무 이호, 법무 권승렬(유임), 재무 윤황병, 문교 이병도, 부흥 전예용, 상공 전택무, 보사 김성진, 교통 석상옥 등을 임명하고 5월 2일 추가로 국방 이종찬, 체신 오정수, 농림 이해익, 공보실장 서석순 등을 임명하여 과도정부의 조각을 완료했다.
1960년 5월 2일 첫 국무회의를 열어 혼란상태에 있는 정국을 수습하고 난맥상태에 있는 경제위기를 타개할 것을 다짐하였다.
1. 부정선거 관련자 엄중처벌, 2. 경제사범 엄단, 3. 경제적 민주화를 지향하는 시책, 4. 중소기업 육성의 재정적 뒷받침, 5. 악질 세무관리의 엄단 등 당면정책 5가지를 혁명과업 수행의 기본정책으로 채택하고, 1. 반공주의의 더한층 강화, 2. 부정선거 처벌대상은 고위책임자와 잔학행위를 한 자에게만 한함, 3. 4·19 혁명 당시 미국의 행위를 내정간섭 운운하는 것은 이적행위로 간주, 4. 한·일 관계의 정상화 노력과 일본기자의 입국허용을 발표했다.
그러나 그는 치안을 유지하면서 부정선거관련자와 부정축재자를 철저하게 처벌하는 한편, 새 정부 수립이라는 당면 과제를 해결해야 했다. 그러나 허정 과도정부는 구체제 청산에 대한 의지가 부족했으며,'혁명적 정치개혁을 비혁명적 방법으로 수행한다'는 슬로건에서도 드러나듯이 민중의 혁명적 열기를 제대로 이어가지는 못했다.

### 4·19 혁명 전후

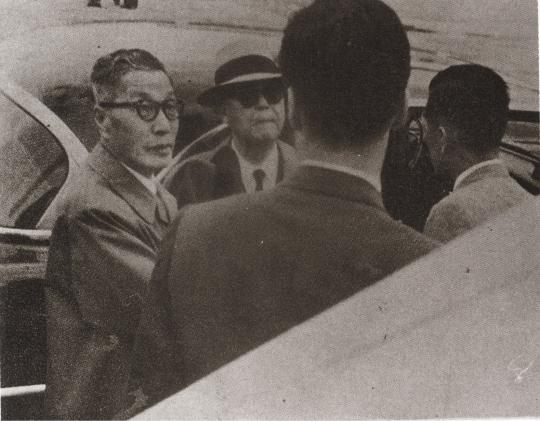
1960년 5월 29일, 김포공항에서 이승만의 출국을 배웅하는 허정. 선글라스를 낀 이승만 좌측

1960년 5월 29일자 경향신문. 하야성명 발표 후 하와이로 출국하는 이승만의 모습을 보도한 기사 (이승만을 바라보는 2명 중 좌측 두 번째 서 있는 사람이 허정)

#### 혼란 수습
4월 27일 경무대의 비서관 박찬일이 허정의 집을 방문했다. 박찬일은 이기붕의 딱한 처지를 말하며 망명의 길을 열어줄 수 없겠느냐고 물었다. 허정 자신의 표현에 의하면 그는 '박 비서관에게 확실한 언질을 주지는 않았다. 그러나 마음속으로는 만송을 해외로 내보내기로 작정했던 것이다.'는 것이다.
그는 '만송이 부패와 부정에 대한 책임을 면할 수 없다는 것은 사실이었지만, 공산국가에서처럼 실권(失權)이 곧 죽음이라는 사태가 벌어진다면 민주국가로서의 대한민국의 체면에도 관계되는 일이었다.'고 했다. 그는 사태가 가라앉아 만송에 대한 공정한 재판이 가능할 때까지만 그를 해외로 안전하게 피신시킬 생각이었다. 또한 그는 프란체스카 여사의 부탁으로 건강이 악화되어 요양차 이승만의 도미를 돕게되었다. 허정은 각료들까지도 모르게 단독으로 주한 미 대사와 상의하여 이승만의 출국을 추진했다.

#### 이승만 출국 주선
1960년 5월 29일 새벽, 허정은 이수영 외무부 차관에게 이화장으로 가서 직접 이승만 내외를 모시고 나오도록 지시하고, 그는 직접 김포공항으로 나가 그를 영접하였다. 허정의 이승만 출국 정보를 입수한 경향신문은 5월 초, 이화장에 사람을 보내 이승만의 동태를 감시했다.
| “ | 이른 새벽이어서 공항 직원들은 아직 일어나지도 않아 나는 그들을 깨우게하고 이 박사의 출국 준비를 갖추었다. 이윽고 이 박사 내외를 태운 차가 새벽의 어둠 속에 도착했다. 그런데 뜻밖에도 경향신문의 취재 지프차가 뒤를 따르고 있지 않은가. 나중에 안 일이지만 이 박사 출국의 눈치를 채고 밤을 세워 이화장을 지켰다는 것이다. | ” |

허정은 김포공항에 미리 도착하여 이승만 내외를 면담했다. 이승만은 그의 손을 잡고 '바쁜데 왜 여기까지...'하며 말을 잇지 못했다. 뒤따라온 신문 기자가 이승만에게 소감을 묻자 옆에서 프란체스카가 대신 대답했다. 허정은 당시의 감정을 '나는 이승만의 아픈 심정을 직접 느끼는 듯해서 목이 메었다.'고 회고했다.
비행기의 정비가 끝나고 출발을 알리자, 이 박사는 나를 바라보며 말했다.

이승만 : 나 하와이에서 잠시 쉬고 아이크가 오기 전에 돌아오겠소.
허 정 : 염려마시고 푹 쉬고 오십시오.

이 말 이외에는 더 이상 말이 나오지 않았다. 그러나 이것이 이 박사와 내가 직접 나눈 마지막 말이 될 줄이야...

허정은 바로 공보실을 통해 이승만의 출국을 발표했고, 국회와 언론은 이승만의 출국 문제로 논란을 벌였다. 허정은 즉시 각의(閣議)를 열고 평소 그와의 사적 관계라든가 기타 여러가지 사리로 보아 그런 결단을 하였다는 말을 하면서, 이에 대해서는 자기가 책임을 지겠노라고 하였다.
1960년 5월 30일, 국회에서는 이승만 출국에 대한 책임추궁이 있었다. 허정은 국회에 불려가서 그 경위에 대해 다음과 같이 답변하였다.
| “ | 근래 이 박사 건강이 아주 나빠졌는데 마침 하와이 거류민단으로부터 요청이 있어 보내드린 것이오. 매카나기 대사로부터 미국에서 입국 허가는 벌써 나와있어 정부가 여권만 내어주면 그분을 휴양차 하와이에 모실 수 있다는 말을 듣고 단독으로 내 책임하에 비자를 내드렸오. 하와이에 잠깐 간 것이니 인도적으로 보나 정치적으로 보나 그리 나쁜 일은 아니라고 생각하며 더우기나 현재의 사태에 대비하여 시국 수습에도 유리할 뿐만 아니라 이 박사의 정치적 과오는 어쨎든 인간적으로 보아서 노인이 좀 나가서 쉬고 온다는데 반대할 이유가 무어란 말이오. 내 책임하에 보내드린 일이니 모든 책임은 내가 질 각오가 있오. | ” |

| “ | 내가 외교관 여권을 발급하게 된 것은 1. 이 박사가 파면이 아니라 스스로 사임하였기 때문에 발급하였다. 2. 그 당시 정국 수습을 위한 것이다. 3. 휴양차 떠난 것이다. 4. 그 때 국민감정으로 보아 우리 국민은 90노인을 단죄 않으리라는 막대한 민의였다고 보기 때문이었다. | ” |

| “ | 이 박사는 건강이 나빠 하와이로 요양차 여행한 것이며 외교관 여권을 주선해 주었다고 말하고, 이박사의 이한(離韓)은 오히려 시국수습에 도움이 될 것이며 필요하면 언제든지 소환할 수 있다. | ” |

유진산 민주당 의원은 허정에게 '자신의 손으로 만든 자유당 원흉과 이승만과의 한계를 어디에 두었는가'라고 추궁하자 그는 '이승만도 구 정권의 모든 불법, 악법, 부패에 책임이 없는 초연한 존재라고는 생각지 않으나, 자기는 국민투표에 붙이더라도 그 당시 이승만에게 여권을 발급한 것은 찬성을 받았으리라고 믿었고 또 믿고있다고 증언하였다.
장면 민주당 대표는 과도정부에 이승만의 탈출 경위와 진상을 밝히도록 요구하고 부패와 독재와 학정에 인책·사과하지 않고 망명함은 무책임한 행동이라는 성명을 발표하여 정부를 비난했다. 또한 허정을 이승만의 심복이라고 평가하였다. 그가 설명을 마치고 하단하자 같은 민주당 곽상훈 의장과 그 밖의 많은 간부들은 '영감 잘 내보냈소.'라며 오히려 허정을 격려해 주었다. 그는 국회에 나가서도 그러한 경위를 자세히 설명하고 양해를 구함으로서 그 일을 무사히 매듭지었다. 그러나 윤치영, 장택상 등 이승만의 최측근들은 개인적으로 이승만을 비밀리에 출국조치시킨 허정을 비판하였다.
| “ | 한 두어 주일 후에는 돌아오게 될 것이라고 담담한 표정으로 떠나간 이 박사는 이것이 영영 살아서 고국과의 이별이 되고 말았으니 그런 일을 꾸민 자세한 음모가 이제는 반드시 밝혀져야 한다고 나는 믿는다. 그런 의미에서나 개인으로는 당시의 정부를 책임지고 있었던 허정 과도정부 수반과 하와이로의 일시 요양을 권고한 매카나기 주한미국 대사와 그 여행을 위해 심부름을 맡았던 이수영(李壽榮) 외무차관에게 그 경위를 묻고 싶다. | ” |

#### 부정선거 후유증 수습

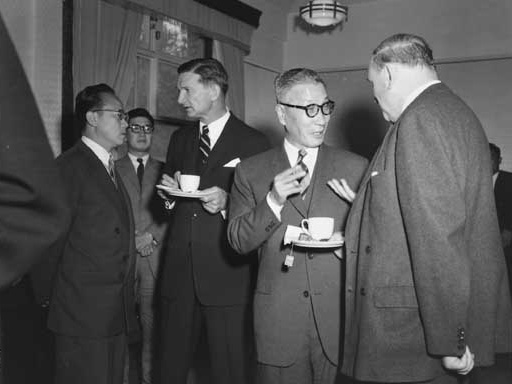
주한미국대사 및 미국 사절단과 면담 (1960년 5월 9일)

허정은 이승만 정권 당시 3·15 부정 선거의 관련자 및 부정축재자를 과감하게 처벌하려는 의지를 보였다. 4.19 이후 과도정부가 추진하고 있는 이승만정권하의 부정축재자 처단에 지대한 관심을 가진 미국은 이들에 대한 과격한 처벌을 피하도록 시사한 공문을 국무총리 허정과 민주당 대표최고위원인 장면에 게 보냈다. 그러나 허정 역시 제1공화국의 각료 출신이고 이승만의 측근이었으므로 제1공화국 당시 부패관료를 처벌하려는 시도에는 한계로 작용하였다.
한편 이승만정권 내내 교원의 정치중립화라는 명분으로 규제되었던 교원노조가 허용되자, 교사들의 파업이 빗발쳐 각급 학교의 분규 사건과 각처에서 교사 노조가 궐기하여 교원노조 사건이 발생하기도 했다. 허정은 교사들의 불평불만을 수용하지 않고 강경하게 대응하면서도, 관련자들에 대한 처벌은 유보하여 사태를 수습하였다.

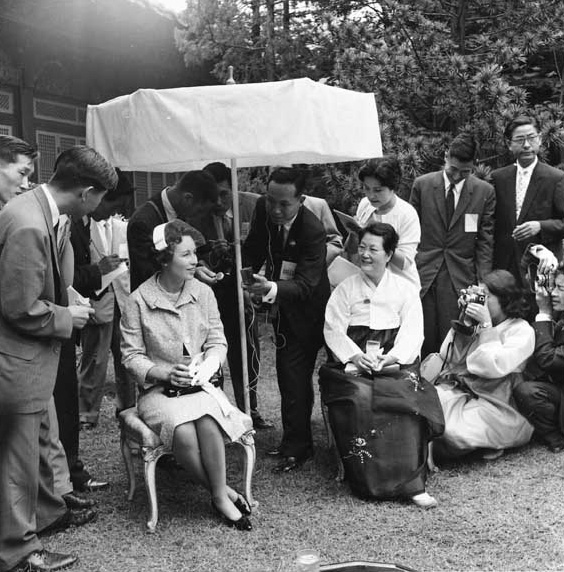
아이젠하워를 수행한 그의 며느리와 면담중인 부인 백귀란 여사

1960년 6월 15일 허정은 정식 국무총리에 취임하고 6월 16일 대통령 권한대행직을 사퇴하였으나, 대통령 권한대행을 이어받은 민의원 의장 곽상훈이 권한대행직을 맡을 수 없다며 허정에게 대통령 권한대행직을 계속 수행할 것을 권고했다. 곽상훈이 대통령 권한대행직을 사퇴하면서 6월 23일 다시 대통령 권한대행이 되었다. 국무총리로 대통령 권한대행을 겸하게 되었다. 1960년 6월 20일 아이젠하워 미국 대통령이 방한하자, 대통령 권한대행 겸 국무총리였던 허정은 아이젠하워와 면담하였다.
7월 국회 민의원에서 열린 대통령 선거에 대통령후보자로 지목되었으나 2표를 얻었다. 7월 27일 딸 허원이 하와이 감리교 예배당에서 결혼하였으나 국내 정치사정상 불참하게 되었다. 8월 미국 대통령 아이크가 방한하여 서울 용산에서 그를 맞이하여 시청 앞까지 카퍼레이드를 함께 하였다. 1960년 8월 12일 제4대 대통령에 선출된 윤보선이 대통령에 취임하면서 대통령권한대행을 물러났다. 이어 윤보선이 지명한 총리후보 김도연이 탈락하고, 8월 18일 제2차로 지명된 장면이 국무총리에 인준되자 국무총리직에서 물러나 야인이 되었다.
신임 장면 내각에 그는 부정적이고 비판적이었다. 그는 당색으로는 민주당 구파(舊派)였다. 그러나 다른 구파들의 모임에 참석하지도 않았고, 윤보선이나 김도연을 지지하지도 않았다.

#### 3공, 유신 시절

##### 5.16 군사 정변 전후
제2공화국 기간 중 외부 활동을 줄이고 칩거하였다. 그는 제2공화국 기간 중 이승만의 귀국운동에 동참했는데, 제2공화국 출범 이후 그는 윤치영, 장택상, 이범석, 함태영, 허정 등과 이승만의 귀국을 추진하는 이승만 박사 환국운동을 주도했다.
1961년 5월 16일 5·16 군사 정변의 소식을 접했다. 이때 'UN군 측의 저지 노력에도 불구하고 혁명은 성공했고, 장면 내각의 총사퇴와 함께 혁명정부가 정권을 정식으로 인수했다.'고 주장했다.
정변 소식 전달 직후 허정은 UN군이 작전권을 장악하고 있는 한국에서 군사혁명이 성공할 수 있을까 하는 안도감도 있었으나 군사혁명은 성공해 가고 있었다. 매그루더 UN군 사령관의 원대 복귀 호소도 실효를 거두지 못했다. 정변 직후 허정은 장면 총리와 윤보선 대통령에게 연락하였으나 모두 연락이 불통이었다.
그 무렵 매그루더 사령관과 주한미국 대리대사가 허정을 찾아왔다. 그들의 말로는 군사혁명의 저지를 위해 UN군 병력을 동원할 허가를 받으려고 혁명이 일어난 직후 대통령 윤보선을 찾아갔다고 한다. 그때 장면 총리는 은신 중이어서 윤 대통령을 찾아갔던 것이다. 그러나 3시간 여에 걸쳐 병력 동원을 허가해주기를 간청했으나 윤 대통령은 끝내 허락해주지 않았다고 한다. 그린 주한미국 대리대사는 '국헌 준수를 서약하고 대통령에 취임한 만큼, 지금 병력 동원을 허락하지 않는 것은 의무의 포기가 하닌가'하고 힐난까지 했다는 것이다. 허정은 1963년 초의 야당 대통령 후보 단일화 경선에서 이 점을 문제삼아 윤보선을 공격하여 언쟁을 벌이기도 했다.
1962년 3월 정치활동정화법의 대상자가 되는 불운을 겪었다. 그는 자신이 부패정치와는 거리가 멀다는 것을 주장하고 정치정화법에서 해제해 줄 것을 군정에 요청했지만 거절당했다. 이승만 정권의 고위관료 등 구 정치인에 대한 정치정화법을 적용하면서 자신이 정정법 대상자에 묶인 것에 분개한 그는 언론에 정계복귀를 선언한다.

##### 정계 복귀
그에 의하면 '과도정부에서 물러난 다음, 사실상 정치와 전혀 관계하지 않고 있던 나로써는 의외의 재난이었다. 점잖은 사람도 몰라보고 나까지도 정쟁법으로 묶는가 하는 분노도 느꼈다.', 4.19 의거 이후의 다급한 사태를 수습하고 조용히 물러난 나를 4·19 정신을 계승한다는 혁명정부가 정쟁법의 대상사로 만들 수 있단 말인가 하는 분노였다.'는 것이다.
그에 의하면 ' 민정이양 과정에서 내가 정계 복귀를 결심한 여러 가지 요인들 중에서 이때 느낀 분노도 얼마간 작용을 했던 것은 사실이다.'라고 정계복귀 이유를 설명하였다.
군사정권 세력은 허정에게도 참여를 종용하였으나 그는 한마디로 거절했다. 창당을 은밀하게 준비하고 있던 민주공화당에서도 그의 참여를 희망하고 있었다. 하루는 정구영(鄭求瑛), 김정렬(金貞烈), 김성진(金晟鎭) 등이 허정의 집으로 찾아와 민주공화당 창당에 참여하기를 요청했다. 허정은 그들에게 말했다.
지금의 내 심경은 어떤 정당에도 참여하지 않겠다는 것이오. 조용히 살고 싶다는 생각 뿐이오. 다만 한 가지, 내가 걱정하는 것은 정치적 혼란이 일어나 북한이 야욕을 드러내는 것이오. 그러니 여러분이나 정치적 혼란이 일어나지 않도록 열심히 일해주기 바랍니다.

허정은 군부정권 측의 영입 제의를 거절했다. 그는 이승만의 귀국 추진 운동에도 참여하여 활동했는데, 63년 1월 이승만 박사 환국추진회의 결성에 동참하였다.

##### 야당 정치인 활동
1963년 3월 7일 신정당(新政黨)을 창당하였으나 민우당의 이범석, 대법원장 출신 김병로 등과 국민의 당 결성에 참여하게 된다. 1963년 3월 박정희가 군정연장을 발표하자, 3월 20일 허정은 윤보선과 각각 측근들을 데리고 서울시청과 을지로 주변, 주한미국 대사관 주변 등을 활보하며 산책데모를 하였다. 곧 윤보선, 이윤영, 이범석 등과 함께 군정연장 반대투쟁위원회를 조직하고 전국 순회강연을 하였다. 3월 30일부터 윤보선과 함께 3차례 박정희와 조야영수회담을 개최하여 박정희의 군정연장을 철회시켰다. 63년 7월 제5대 대통령 선거에 출마하였다

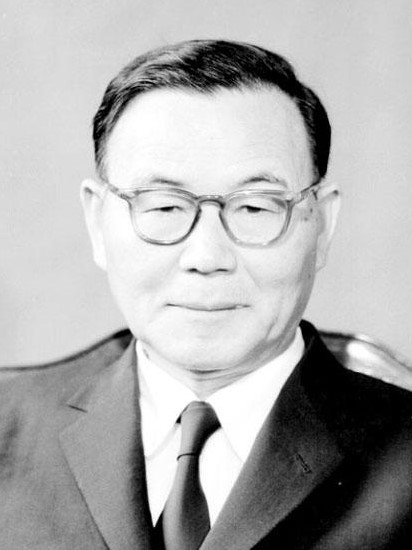
윤보선

1963년 8월 1일 서울 시민회관에서 국민의 당 창당발기인대회를 가졌을 때 참석하였다. 이날 대회는 민정당 대표위원 김병로, 신정당 위원장 허정, 민우당 고문 이범석을 당 공동대표로, 김도연, 이응준, 이인, 안호상, 전진한을 당 지도위원에 선출했다. 대통령 후보 윤보선의 사퇴로 대통령 후보는 허정과 김도연의 2파전으로 압축되었지만 사전합의가 이루어지지 않자 김도연이 포기를 선언해 후보경쟁은 다시 윤보선과 허정의 대결로 전환되었다.

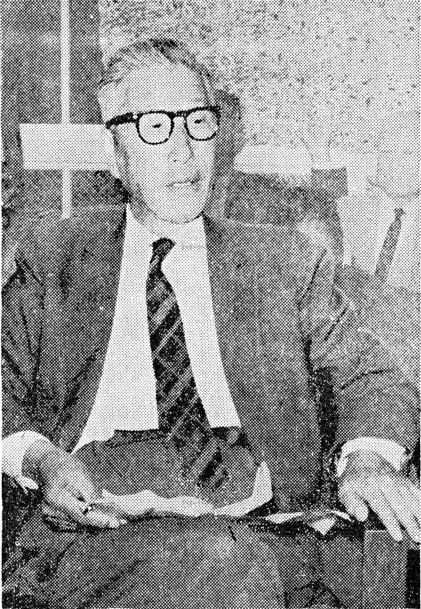
대통령 후보직 사퇴 기자회견

허정은 본래 야당 단일후보로 김병로가 지목되면 양보하겠다는 의사를 보였으나 해위(윤보선)라면 양보할 용의가 없다고 강하게 밀어붙였고, 윤보선은 대통령 후보직을 사퇴하였다. 대통령 후보 윤보선의 사퇴로 대통령 후보는 허정과 김도연의 2파전으로 압축되었지만 사전합의가 이루어지지 않자 김도연이 포기를 선언해 후보경쟁은 다시 윤보선과 허정의 대결로 전환되었다. 윤보선이 대통령 후보로 지목되자 허정은 김병로나 이인, 김도연이라면 양보할 의사가 있으나 윤보선에게는 절대 양보할 수 없음을 들어 끝까지 경선에 나서 경합하였으나, 결국 야당 후보 단일화를 위해 허정이 자진 용퇴하면서 윤보선은 야당의 범야권 대통령 후보로 추대되었다. 허정은 윤보선에게 당초 그가 5.16 군사 정변에 호응한 점과 혁신 세력의 반발을 들어 김병로에게 후보자리를 양보하라고 종용하였으나 윤보선은 양보할 이유가 없다며 거절했고, 허정은 그가 독단적이고 고집에 세다며 질타했다. 윤보선이 대통령 후보로 지목되자 허정은 양보할 수 없음을 들어 끝까지 경선에 나서 경합하였으나, 결국 야당 후보 단일화를 위해 허정이 자진 용퇴하면서 윤보선은 야당의 범야권 대통령 후보로 추대되었다.
9월 5일 이범석, 김병로 등과 국민의 당을 조직하는데 참여하였고, 6대 대통령 선거에서는 야당 후보의 단결을 위해 대통령 후보직을 윤보선, 김병로, 유진산 등에게 양보하고 본인이 후보직을 사퇴하는 등 심혈을 기울였으나 성과가 없었다.

### 생애 후반

#### 야당 정치인
그 뒤 국민의당 대표 최고위원을 역임한 뒤에 1964년 12월 12일 민주당과 국민의당의 통합에 국민의당 대표 자격으로 통합선언서에 서명하였다. 이후 그는 군사 정권에 대한 강경투쟁과 야당으로서의 선명성을 유지해야 된다고 역설하였다. 또한 기성 정치인을 부패정치인으로 낙인찍은 것은 군인 출신들의 자기합리화라며 강도높게 비판했다.
민주당은 1964년 12월 12일 서울 시민회관에서 양당 통합전당대회를 열고 박정희정권의 퇴진을 위해 불굴의 투쟁을 전개할 것을 선언하고 대표최고위원에 박순천을, 최고위원에 허정을 만장일치로 추대하였다. 1965년 민중당 창당에 참여하였고, 이후 민중당 최고위원으로 활동하였다.
1965년 7월 19일 이승만의 부고 소식을 듣고, 7월 22일 비행기를 통해 이승만의 유해가 귀국하자, 오전 8시경 김포공항에 도착하여 그의 유해를 영접하였다. 허정, 윤치영, 이범석, 장택상 등은 국장(國葬)으로 장례를 치를것을 요구하였다. 대통령 박정희는 이승만의 국민장(國民葬)을 추진하였으나, 허정, 윤치영, 이범석, 장택상 등은 국장(國葬)을 고수하였다. 4.19 관련 단체에서는 이에 반발하여 국장은 물론 국민장으로 예우해줘서는 안된다며 대규모 시위, 집회를 열었다. 장례식 때 그는 친히 추도사를 지어 낭독하기도 했다.
1966년 민중당 고문이 되었다. 1966년 6월 5일 장면의 빈소를 방문한 뒤 장면의 국민장에도 참석하였다.
1966년 12월 24일 야당통합과 대통령후보 단일화 추진을 위한 위원회가 설치되자 후보단일화 추진위원으로 위촉되었다. 1967년 민중당과 신한당이 통합하여 신민당이 되자 신민당에 입당하였다. 그러나 6대 대통령 선거에서 윤보선이 패한 뒤 정계에서 은퇴하였다.

#### 정계 은퇴와 국정 원로
군정 이후 그는 박정희와 군부 정권에 대한 한치의 타협도 없는 강경 투쟁과 군정 반대를 역설하였다. 그는 1963년 12월의 박정희 정부는 군정이 민간 정권으로 변장한 것이라고 비판하기도 했다.
그러나 정계 은퇴 이후 박정희 정권에 어느 정도 호의를 보여 1969년 국토통일원 고문직을 수락하였으며, 1969년부터 1979년 박정희 정권의 붕괴때까지 국토통일원 고문을 지내기도 했다. 그러나 처음부터 그는 이승만의 측근이었고 제1공화국의 각료였으므로 그의 타협에 대하여 야당 인사들은 냉소적이거나 무관심했다.
10·26 사태 이후 최규하 정부가 출범하면서 그는 1979년 12월 국정자문회의 의원으로 선출되었다.

#### 만년
1980년~1984년 국토통일원 고문회의 의장, 1980년 국정자문회의 의원 을 지냈다.
1981년 4월 23일 다시 국정자문회의 위원에 위촉되어 1988년까지 국정자문위원 등을 지냈다. 1983년 5월 ~ 6월 국정자문회의 의원 김용완, 남덕우 등과 함께 동남아시아를 시찰하고 귀국했다. 싱가포르를 방문했을 때는 주 싱가포르 대사와 밤새 대화하기도 했다. 인촌문화상(仁村文化賞)을 수상했고, 1988년 청조근정훈장을 수여받았다. 사후 서울특별시 동작구 동작동 산44-7번지 국립서울현충원 국가유공자 제1묘역에 안장되었다.

### 사후
2009년 기준으로 동작동 국립서울현충원 국가유공자 묘역에 허정의 묘가 있다. 상훈으로는 인촌문화상을 받았으며, 자서전 〈내일을 위한 증언〉이 있다.

## 이력
- 재불 한인거류민단 회장
- 삼일운동 참여한 후 중국으로 망명, 대한민국 임시정부에 참여한다.[10]
- 임시정부 직원
- 임시의정원 의원
- 1920년에 프랑스로 건너가 한인거류민회장으로 선출되었다.[73]
- 1921년(혹은 1922년)[출처 필요]에는 미국으로 가 뉴욕한인유학생회장, 북미한인교민총단장을 맡았다.
- 1923년에는 미국 교포신문 "삼일신보"(三一新報) 사장이었다.
- 1945년 9월 21일 한국민주당의 경상남도 총무
- 1945년 12월 8일 서울특별시장 고문관
- 1946년 6월 29일 민족통일총본부 협의원
- 1948년 5월 10일 : 제헌 국회의원(경남 부산을)
- 1948년 ~ 1950년 교통부장관, 1950년 ~ 1952년 사회부장관, 1951년 ~ 1952년 국무총리 서리, 1957년 ~ 1959년 서울특별시장, 1959년 韓日회담 수석대표, 1960년 외무부장관 등을 지냈다.
- 1960년 4월 이승만 내각 퇴진후 선거무효에 의해 대통령 권한대행 외무부장관이 되었다.[74][75], 8월부터는 대통령 권한대행 국무총리 겸 외무부장관을 역임하였다.
- 1960년 7월 27일 딸 허원 결혼.
- 1963년 국민의당 대표최고위원, 1965년 민중당 최고위원을 거쳐 1969년부터 1984년까지 국토통일원 고문을 지냈다.
- 1965년 7월 20일 미국 하와이에서 시신으로 돌아온 이승만을 추도하는 조사를 짓다.
- 1980년 국정자문위원회 위원, 1980년 ~ 1984년 국토통일원 고문회의 의장을 지냈다.[10]
- 1981년 국정자문위원회 위원에 재위촉되었다.
- 1983년 2월 부인 백귀란 여사 사망
- 1983년 병원에 입원, 백내장 수술을 받았다.
- 1985년 1월 17일 연세대학교 강당에서 열린 백낙준의 추모 예배에 참석하였다.
- 1987년 11월 4일 총리공관에서 열린 만찬에 국무총리 김정렬의 초청을 받았다.

## 학력
- 경상남도 부산 초량보통학교 졸
- 경성 보성고등보통학교 졸
- 경성 보성전문학교 상과 졸
- 중국 상하이 우쑹 상선학교 졸
- 중국 난징 항해대학 수학
- 영국 런던 항해대학교 수학

### 명예 박사 학위
- 1975년 2월 고려대학교 명예 법학박사

## 상훈
- 1988년 청조근정훈장
- 인촌문화상

## 저서
- 《회고록 : 내일을 위한 증언》

## 가족 관계
- 아버지 : 허문일(許文逸, ? - ?)
- 어머니 : 김술이(金述伊, ? - ?)
  - 형제 : 4명
  - 누이 : 1명
- 부인 : 이름 미상, 1931년 이혼
  - 아들 : 허준(許浚, ? - ?)
  - 며느리 : 김은영(金恩寧)
- 부인 : 백귀란(白貴蘭, 1908년 - 1983년 2월 23일[76][77])
  - 딸 : 허원(許源, 1934 ~ )
  - 사위 : 장씨- 딸 허원이 첫 남편과 사별
    - 외손자 : 장윤걸(張潤傑)

  - 사위 : 폴 한(1933 ~ ?) - 딸 허원이 재혼

## 평가

### 긍정적 평가
성격이 청렴 강직하여 몇 안 되는 한국정계의 원로로 대우받는 요인이 되었다. 학창 시절에 만난 이승만을 존경하여 1919년 이후부터 이승만의 측근으로 활동하였으나, 자유당에는 가담하지 않았다.
이승만이 하야하기 이틀 전, 이승만에 의해 외무부장관에 임명된 허정이 과도정부의 내각 수반에 임명되었다. 따라서 일반 국민의 입장에서 허정은 이승만 정권의 연장을 의미했다. 4·19 이후 그가 보여준 정치적 행동에 대한 논의는 여러 갈래로 이해되고 있지만, 혁명의 불길을 개혁의 성격으로 전환시키면서 사회를 안정시켰다는 기여를 지적할 수 있다.
역사학자 이병도는 그가 4·19 혁명 당시에 내각의 수반 내지 대통령 권한대행으로서 다난한 시국을 수습하는데 큰 공을 세웠다 고 평가하였다.
이병도는 허정이 이승만을 출국시킨 일을 두고, '그(이승만)를 그대로 서울에 머무르게 하여 어떤 일이라도 생기게 된다면 피차의 체면이 어찌될 것인가 이처럼 우양의 대단한 과단성과 정의감에 나는 그를 다시 한번 쳐다보기도 하였다. 고 평가하였다.
이병도는 그를 '어수선한 판국의 수반으로서의 우양은 각료, 기타 부하들을 잘 통솔하여 과오없이 뒤처리에 진력하였고, 특히 공명한 총선거를 치른 후 민주당 내각에 정권을 넘겨주었다. 가히 공성명수, 신퇴(功成名遂, 身退)라 하여도 과언이 아니라 하겠다.'고 평하였고 이어, '우양은 온화한 군자(君子)이면서도 내강(內强)하여 의지가 굳고 자기의 이념에 비추어 옳다고 생각하는 바는 기어이 관철시키는 성격의 소유자이다. 또한 정치적·행정적 경험을 많이 쌓은 만큼 어디까지나 정치적인 풍모(風貌)를 띄고 있는 것도 사실이나, 한편 인정도 있고 의리를 중히 여기는 인격자'라고 평하였다.
소설가 겸 작가 박종화는 그를 '정계의 거성'(巨星), '한국 근대 정치사의 산증인'이라고 평가하였다.
고려대학교 법학과 교수 유진오는 '빛나는 경력을 가진 정계의 거물이라면 보통은 마주 앉으면 어째 거북함을 느끼는 것이 보통인데, 우양은 남에게 그러한 냄새를 풍기지 않는 분이다. 소탈하다고 할까, 학자 타입이라고 할까, 옛날 선비풍이라고 할까, 우양은 그런 인품의 분이다.'라고 평가했다. '연하자라고 해서 자기의 고집을 밀어붙이려고 하지 않고, 이승만 박사를 존경한다고 해서 사사친분에 얽매이지 않는다. 모든 계루(係累)를 떠나 자기가 옳다고 생각하는 쪽으로 용기있게 나가는 사람이다. 라고 평하였다.

### 부정적 평가
3.15 부정선거 관련자 처벌에 미약한 대처를 했다는 비판이 제기되고 있다. 장면은 과도정부에 이승만의 탈출 경위와 진상을 밝히도록 요구하고 부패와 독재와 학정에 인책·사과하지 않고 망명함은 무책임한 행동 이라며 망명주선을 비판하였고, 한편 윤치영, 장택상, 이범석 등 이승만의 측근 및 우익 단체에서도 이승만을 해외로 몰아냈다며 비판했다. 특히 이승만의 측근 윤치영은 한 두어 주일 후에는 돌아오게 될 것 이라고 담담한 표정으로 떠나간 이박사는 이것이 영영 살아서 고국과의 이별이 되고 말았으니 그런 일을 꾸민 자세한 음모가 무엇이냐며 그를 비난하였다.

## 사상과 신념

### 정치관
일찍부터 다수의 주장이 무조건 민주주의인가 여부에 대해서는 논란이 되어 왔다. 대한민국 건국 초기의 정치인 허정은 다수의 주장이 곧 민주주의라는 견해에 홀로 반대하기도 했다. 허정에 의하면 '사람의 머릿수, 정당 당원들의 총 수가 많다는 것이 정당의 우수성의 증명은 아니다라고 주장하기도 했다. 허정은 소수의 의견이라고 해도 합리적이고 올바른 주장이면 수용하는 것이 민주주의라 했다.
또한 허정은 정치인에 대해서도 '참된 정치가란 국민의 어떠한 자유도, 어떠한 권리도, 어떠한 발언도, 또한 어떠한 활동도 두려워하지 않는 사람이다.'라고 정의하였다.

### 민족자주론에 대한 관점
허정에 의하면 실력을 갖추고 그 실력을 바탕으로 정치, 외교력을 행사해야 된다며 민족자주, 자주외교론을 비판하였다. 그는 '흔히 민족의 자주성이니 자주 외교니 하는 말을 하지만, 나는 그들이 어느 정도의 경제적 실력을 토대로 이 말을 하는지 헤아려 보고 싶다.'며 입으로 자주성을 들먹이는 정치인을 비판하였다. 동시에 반미주의를 위험한 것이라고 판단했다.
민족 자주, 민족 해방, 자주외교에 대한 일부의 주장을 감정적인 것으로 해석했다. 그에 의하면 '오늘날의 국제정치에 있어서는 경제적 강자가 가장 자주적일 수 있다는 것은 냉혹한 현실인 것이다. 경제적인 자주성이 없는 한, 진정한 민족의 자주성이나 자립 외교는 거의 불가능하다. 그러므로 경제적 번영을 성취하는 것이 선결문제인 것이다.' 한국이 미국의 식민지라고 하던 학생운동계 일부의 주장은 근거없는 낭설이라며 반박했다.
또한 민족주의를 표방하며 외세의존적인 정치가들에 대한 비판을 가하기도 했다. '겉으로는 강한 민족주의적 색채를 노출시키면서도 사실은 외국 자본에 매달리는 허식적인 자세는 절대로 긍정할 수 없다. 내자(內資)의 결핍으로 외자(外資, 외국 자본)를 도입한다는 것은 불가피한 문제이지만, 도입한 외자가 국민의 이익을 크게 증진시키지 못하고 일부 재벌, 일부 정객(정치인)이나 정당의 이익에만 공헌하는 겉치레 경제 부흥에 절대로 동조할 수 없다.'는 것이다. 실력을 갖추지 못한 자주성 남발은 국익에 도움이 되지 못한다는 것이 그의 지론이었다.

### 공무원 노조설립 반대
허정은 교통부장관에 임명되자 좌파 계열의 농성과 파업이 치열하게 전개되었던 철도에 행정력을 집중하여 철도와 교통부 직원의 노조활동을 금지시켰다.
허정은 교원 노조에도 부정적이었다. 1960년 4월 29일 대구의 여러 중등학교 대표 약 60명이 중등교원노조를 결성한 것을 필두로 국민학교 교원들의 노조도 결성되어 나가다가 5월 22일에는 서울에서 전국의 교원들의 노조도 결성되어 나가다가 5월 22일에는 서울에서 전국의 교원 대표 200여 명이 참석한 가운데 '전국교원노조연맹'(全國敎員勞組聯盟)이 조직되었다. 새로 조직된 이 연맹은 종래의 '대한교련'(大韓敎聯)을 즉시 해체하고 연맹을 유일한 전국교원조직으로 정부가 공식적으로 승인해줄 것을 요구했다. 교원노조가 전국적인 규모로 확산되어 나가자 허정 과도정부는 지극히 비판적인 입장을 취하였다.
허정은 "교육공무원은 법에 의하여 일반공무원과 같은 자격을 가지며 공무원은 정치에 간여할 수 없고 교육자(공무원)는 일반노동자와는 구별되므로 각자가 스스로의 대접을 받아야 된다"고 말하고 교원노조의 부당성을 지적했다.
그는 또한 "다른 일반공무원보다는 교육자들의 생활보장면이 우선되어 있고 사회적으로 스승의 대접을 받고 있는데 투쟁에 의해서만 그들이 권익을 옹호하려는 방법에는 납득이 가지 않는다"라는 논리를 폈다. 허정은 공무원 및 교직원 노조 결성 움직임을 관계자 문책 및 해임, 파면 등으로 강경 단속하였다.

### 자본 경영에 대한 관점
그는 자본은 민영화, 개인 운영이 타당하다고 주장하였다. 그러나 한민당 창당 초기에 허정은 앞장서서 자본의 일시적인 국유, 국영화를 주장하여 한국민주당의 당 강령으로 정착시켰다. 허정에 의하면 하민당이 중요 산업의 국영 또는 통제 관리를 정책으로 내세운 것은 한민다이 사회주의 경제를 지향하기 위해서는 결코 아니었다. 고 해명했다. 허정에 의하면 자유민주주의의 구현이 한민당의 지상과제인 만큼 경제정책도 기회 균등이 보장되는 자유경쟁 체제를 원칙으로 삼고 있었다. 그러나 일본인들이 남겨놓고 간 많은 산업시설을 인수할 만한 민족자본이 형성되지 못한 때에 자유경쟁의 원칙만을 고집하면 경제적 혼란이 오고, 이에 따라 기업 윤리가 혼미에 빠지고 급조 재벌이 횡행하여 민생이 위협받을 것이므로, 건전한 민족자본과 기업윤리가 형성될 때까지 국영 또는 통제 관리를 잠정적으로 실시하려고 한 것이다.
허정에 의하면 '토지 문제에서는 경자유전(耕者有田)을 원칙으로 삼고 있었다. 당시 공산당과 그 계열은 경자유전을 말하면서도 토지의 무상몰수, 무상분배를 주장하고 있었다. 그런데 이것은 토지의 국유화를 w전제로 해서 가능한 만큼, 토지의 소유권이 농민에게 돌아가는 것이 아니었다.'는 것이다.
허정은 농민은 단지 경작권만을 얻을 수 있을 뿐이었다. 그러나 농민은 남의 땅 경작이 아니라 자신이 소유하는 땅을 원하고 있었다. 그들은 자기 땅에 자기가 씨앗을 뿌리고 거둬들이는 기쁨을 희구했으며, 남의 땅에 씨앗을 뿌리고 거둬들이는 슬픔을 바라지는 않았다. 따라서 지주가 개인으로부터 국가로 바뀌는 차이밖에 없는 무상몰수, 무상분배는 경자유전의 원칙과는 거리가 멀었다. 허정과 한민당은 공산당이 말하는 무상몰수 무상분배는 완전한 국유화 국영화는 농민을 소작농으로만드는 것이라고 비판했다.
한민당은 유상 매수 또는 유상 분배를 주장했다. 저렴한 대가 내지는 국가에 토지세를 상환해서 갚아나가는 것이었다. 허정에 의하면 '한민당은 모든 농민에게 자기 땅에 씨앗을 뿌리는 기쁨을 주기 위해 농민이 땅을 사서 사유화하는 유상분배의 원칙을 세웠다.'는 것이다. 가난한 농민을 위해 국가가 지주로부터 토지를 사들여 농민에게 분배하고, 농민은 땅값을 국가에 장기 분할로 갚아나가고, 지주는 토지를 매각한 자금으로 산업 자본가로 전환하는 토지의 합리적 재편성을 의도했다 고 하였다.

### 독립운동가들의 직업 문제
허정은 보성전문학교 재학 시절부터 방학때 해외 여행을 다녔고 졸업 후에는 미국으로 가서 독립운동에 참여하였다. 그런데 허정은 독립운동가들이 일정한 직업이 없이 교포들의 돈에만 의존하는 것을 보고 놀랐다는 기록을 남기기도 했다.
허정에 의하면 '내가 미국에 가서 독립운동 지도자들을 만나보고 놀란 것은, 그들이 생계 수단이 될 직업을 갖지 않고 독립운동에만 전념한다는 점이었다. 이러한 독립운동 지도자들을 뒷받침해주기 위해 교포들은 자신의 수입의 많은 부분을 떼어내고 있었다. 이러한 생활을 알게 되자, 나는 자기 생활조차 자기 힘으로 해결하지 못하면서 어떻게 독립운동을 할 수 있을 것인가, 적어도 교포들의 피땀어린 성금이 독립운동 아닌 개인의 생활비로 쓰이는 일만은 없어야 할 것이 아닌가 하고 의문이 들었다.' 한다.
허정은 일부 독립운동가들이 교민들에게 손벌리는 것을 부정적으로 봤다. 허정은 자기 직업을 갖고 있었던 독립운동가로 대학교 강사인 서재필과 교수로 강단에 선 김규식 등 소수였다는 증언을 하기도 했다. 또한 허정은 자기 직업도 없이 무슨 애국을 하는가 하며 의문을 제기하기도 했다. '이러한 말은 당시의 독립운동 지도자들을 비난하려는 뜻은 아니다. 그분들의 사생활을 돌보지 않는 열렬한 활동에 대해 나는 그때나 지금이나 존경을 아끼지 않는다. 다만 그분들은 사생활을 위해 쓸 시간이 있으면 독립운동에 바치겠다는 입장이었으나, 나는 모든 애국 활동, 독립운동은 시민적 자각, 스스로 깨닭음에 입각한 순수한 봉사여야 한다는 입장이었다.
허정은 '나는 비록 하우스 워크였지만 내 생활에 불편이 없을 정도의 자활책을 강구해 놓은 다음' 독립운동에 가담하였다. 그는 식당 서빙, 접시닦이, 상점 점원 등 자신의 생계, 생활비를 스스로 조달하면서 독립운동 자금 모집, 홍보 활동을 병행하였다. 허정은 일부 독립운동가들이 현지 교포들에게 민폐를 끼치는 점을 지적했다. 그리고 그는 독립운동가들의 도덕적 우월감도 부정적으로 봤다. '독립운동은 순수한 시민적 자각, 깨닭음에 입각한 순수한 봉사여야 한다'고 지적하기도 했다.

### 공산당의 한민당 습격설
한민당이 창당될 때 조선공산당원 일부가 창당대회장을 습격하여 엉망으로 만들었다는 소문이 한때 유포되었다. 그러나 한민당 창당 발기인의 한사람인 허정은 이를 두고 루머라고 해명하였다.
허정에 의하면 '한민당 창당과 관련하여 덧붙여서 말해두어야 할 것은 창당대회 때 공산당의 습격을 받았다는 항간에 떠도는 이야기에 대해서이다. 내 기억으로는 공산당의 습격은 전혀 없었던 것 같다.'고 하였다. 그 이유로 허정은 '그 때만 해도 해방 직후여서 좌우의 대결은 물리적인 힘의 대결로 번지지는 않았을 때이다. 다만 이념상의 문제, 정책상의 문제로 대결을 하고 있었을 뿐이다. 실력 행사까지 벌이게 된 것은 시일이 좀더 지난 다음이었다'고 하였다.
허정은 한민당 창당대회 때 박헌영이 내빈으로 참석하여 창당을 축하한다는 축사를 한 것을 증언하였다. 한국민주당 창당대회 때만 하더라도 박헌영이 참석하여 내빈 축사를 했다. 우두머리는 축사를 하고 졸개는 습격을 하는 일은 없었다는 것이다.

### 한민당에 대한 관점

#### 지역정당 비판에 대한 반박
한민당은 창당 초기부터 전라도 당, 호남 갑부의 정당이라고 비난받아 왔다. 이를 두고 창당 멤버인 허정은 한민당을 가리켜 전라도 당, 호남 갑부의 정당이니 친일파의 소굴이니 하고 비난하는 것은 공산당의 악의의 찬 비난에 지나지 않았다 고 해명하였다. 한민당의 주요 인사는 전북 고창(또는 부안) 출신의 김성수, 김병로, 금산의 임영신, 유진산, 전남 담양 출신 송진우, 백관수, 백남훈, 전남 영암 출신의 김준연, 전북 고창 출신의 이철승 외에도 황해남도 해주 출신의 장덕수, 경북 영천 출신의 이활, 충청남도 출신의 윤보선, 윤치영, 충남 천안 출신의 조병옥, 서울 출신의 원세훈, 이기붕, 김도연, 대구 출신 서상일, 경북 출신 장택상, 이인, 부산 출신의 허정, 김약수 등이 있었다.
조병옥은 고하 송진우나 인촌 김성수는 정당을 조직하는 데 있어서나 또는 당 사업을 하는 데 있어서도 지방적인 차별을 두지 않고 인재 본위 실력 본위로 사람을 등용하였으며 특히 정당 및 사회단체 조직에 있어서는 그런 점에 d가장 유의하고 세심한 검토로서 전력을 다하여 주력하였던 것이다
 라며 지역 정당이 아니라고 반박하였다. 한편 허정은 한민당이 전라도 당, 호남 갑부 정당이라는 비난은 공산당이 지어낸 것이라고 주장했다.

#### 친일파 정당론에 대한 반박
한민당은 창당 초기부터 친일파들을 일부 받아들인 것을 두고 논란거리가 되었다. 창당멤버의 한 사람인 허정은 일부 친일파의 수용을 인정하였지만 나름대로 엄선 기준이 있었다 한다. 그에 의하면 '일제 하에서 고급 관리를 지냈거나 친일파로 지목받던 사람들이 몇 사람 있었다고 하더라도, 이들이 극악한 친일파나 민족반역자는 아니었다. 고 주장했다.
허정은 또 정당 당원들의 총 수가 많다는 것이 정당의 우수성의 증명은 아닌 것 쯤은 알고 있었다. 며 당시 우리로서는 아무리 문호 개방을 원칙으로 하기는 했더라도 무원칙, 무분별하게 입당시켰던 것은 아니다. 단지 좀더 문을 넓게 열어 민족 진영의 대집결체가 되자는 뜻에서 인선의 원칙을 크게 완화시켰을 뿐이다.

### 신성모 소개에 대한 후회
1919년 허정은 상하이에서 신한청년당의 당원이자 행동대원으로 활동하던 신성모를 만나게 되었다. 해방 후 그를 이승만에게 천거했는데, 이를 후회하게 된다.
신성모국방부장관은 전쟁이 일어나면 점심은 평양에서 먹고 저녁은 신의중제서 먹을 것이라고 우리 군대의 실력을 과장하고 있었다. 신성모를 이승만 대통령에게 소개한 것은 나 자신이었다. 그는 허정의 보성전문학교 1년 선배 이고 그가 상하이에 갔을 때 다시 만났던 인연도 있어서 이대통령에게 각별하게 소개했던 것이다.

그는 나의 보성전문학교 1년 선배 이고 그가 상하이에 갔을 때 다시 만났던 인연도 있어서 이대통령에게 각별하게 소개했던 것이다. 그러나 대한민국 정부 수립 이후, 정부에 들어와서 하는 그의 행동을 보고 나는 그가 소인(小人)임을 알고 그 후로는 그와 가깝게 지내지 않았다.

신성모는 신채호, 김원봉 등과 함께 임시정부에서 이승만을 탄핵하는데 찬성한 전력이 있어 이승만의 눈밖에 났었다. 그러나 허정의 간곡한 설득으로 내각에 입각하게 된다. 그러나 그는 6.25 전쟁 당시 신성모의 태도에 실망하여 절교하게 된다.

### 4·19에 대한 해석
그는 4·19 혁명을 의거나 사태로 평가했다. 제6대 국무총리에 취임했을 때와 제5대 민의원 개원식에서는 4.19 혁명이라고 하였으나, 퇴임 후에 그는 4·19를 가리켜 4·19 사태라고 표현했다. 그에 의하면 4.19 사태는 혁명으로 보고 싶지 않다고 하며 '4월의 사자들'의 민주회복을 위한 투쟁은 의거였고 결코 혁명은 아니었다.'는 것이다. 그는 또한 '4.19 사태는 꺼져가는 민주주의의 횃불을 지키려는 의로운 궐기였을 뿐, 정권에는 조금도 뜻이 없던 한없이 투명한 젊은 애국심의 발로였다. 이러한 의거는 혁명과는 분명 구별되어야 한다.'고 하였다.
또 당시 출국한 이승만에 대한 국회의 추궁에 대해서는 '정치적인 편협한 각도에서만 책임을 추궁하려한다면 그것은 나로서는 퍽 불쾌한 일이다. 심지어 이 박사를 4.19 사태의 원흉으로 몰아 그 문제를 해외 도피로 간주하는 경향에 대해서는 내가 보기에 불순하기 짝이 없는 처사라고 생각하지 않을 수 없다. 물론 이 박사 말년의 정치적인 과오는 인정한다. 하지만 뒤에서 말할 기회가 있겠지만 그 과오는 그분 자신에게서 유래하는 것보다는 그 측근자들의 치명적인 과오였다.'고 자신의 의견을 피력하였다.

### 장덕수 암살에 대한 관점
1947년 12월 장덕수가 암살당하자 한독당을 용의자로 의심되었고, 조소앙은 용의선상에 오르게 된다. 허정은 조소앙을 찾아가 '왜 설산을 죽였소'라고 항의하였고 조소앙은 너털웃음을 짓고 직접적인 답변을 회피하였다. 허정은 장덕수 암살이 임정 짓이라고 확신하였다. 그러나 차마 김구 주석에게는 가서 따지지 못하고 소년시절부터 친하게 지내던 조소앙을 찾아가서 따졌다.
장덕수가 암살당하자 허정은 조소앙을 찾아가서 "왜 설산을 죽였소"라며 따졌다. 구미위원부에 10년간 근무했던 허정은 한인애국단과 이봉창, 윤봉길 거사를 준비하는데 조소앙이 기여한 점을 근거로 조소앙을 찾아갔던 것이다. 허정은 격렬하게 항의하였다. 그러나 조소앙은 너털웃음을 터뜨리며 말을 피했다. 허정은 "너털웃음으로 숨길 수 있을 줄 아시오? 끝내 속이지는 못합니다."라고 외치고는 뛰쳐나왔다. 결국 장덕수 암살 사건의 배후로 임정과 한독당, 민주의원에 모두 간부로 몸담던 김석황, 조상항이 체포되면서 김구까지 법정에 서게 되었다.

### 안창호와 이승만
그가 미국에 있을 때 안창호는 직접 찾아와 그와 정치, 사회 시사에 대한 담론을 하고 그에게 흥사단에 가입해줄 것을 요청하였다. 오랫동안 이승만과 안창호의 사이에서 비교, 대조하면서 고민하던 그는 결국 이승만을 선택하였다. 미국 정부에서는 당시 한국인 교포 사회의 분열, 임시정부의 분열을 이유로 대한민국 임시정부 승인을 거부했다. 임시정부의 승인을 위한 방법은 교포사회의 단결이라 봤던 그는 이승만을 선택했지만 그는 한국인 교포사회의 이승만계와 안창호계의 대립과 반목을 조절하려 노력하였으나 실패했다.

### 이승만에 대한 평가
1966년, 그는 인터뷰에서 이승만에 대해 다음과 같이 평가하였다.
| “ | 그 양반 90평생이 오직 조국의 독립과 민족의 자유를 위하여 바쳐진 점을 인정하는 사람이라면 우리는 이 박사에 대해서 경솔한 평가를 내려서는 안된다는 것을 명심해야 할 줄 안다. 지금 일부에서도 이 박사 비난의 소리가 있지만 그것은 한마디로 말해서 잘못된 견해다. 위대한 애국자이시고 투철한 반공 지도자인 이 박사는 조국 독립운동의 실력으로보나 자유대한을 건립한 그 공헌으로보나 민족 역사에 길이 남을 인물이다. 내가 이 박사를 도미시킨 저의도 그분에 대한 개인적인 충성심에서가 아니라 위대한 정치 지도자에 대한 인간적인 배려에서였다. 다시 말하여 나는 내 신념을 가지고 그 일을 했고 또 지금 생각하기에도 이 박사의 도미는 나로서 행한 일 중에서 가장 떳떳한 일에 속한다. 그 당시 나로서 도리없는 일이었다고 생각하면서도 한편 떳떳한 일이라고 생각하는 것은 당시 과도정부 시국 수습에 도움이 되었을 뿐만 아니라 그분 자신을 위해서도 나쁜 일이 아니었기 때문이다. 대한민국 수립 초창기에 이 박사의 위치란 다분히 전설적인 존재였다. 특히 혼란기에 더욱 그러하였다. 우리나라가 해방이 되어 방방곡곡에서 온 국민의 환성이 들끓고 있을 때, 이 나라의 정세는 국제적으로 보나 국내적으로 보아서 복잡다난하였다. 그 어떤 지도자라한들 그토록 복잡한 사태를 수습하기에는 참으로 힘에 겨운 일이었다. 그때 이 박사의 정치적 역량은 거의 절대적인 면모가 약여하였다. 아니 그때 해방 직후의 정치, 사회 혼란기에 그 양반이 아니었더라면 남한마저 공산화할 뻔 하였다. 당시 미국 국무성의 마샬이나 6.25 직전까지의 애치슨 정책대로 되었더라면 중국의 국공합작과도 비슷한 사태 곧 좌우익 합작이 됐을 뻔 하였다. (강대국들은) 해방 직후 5개년 신탁통치를 결의한 바 있었으며 그것이 우리 온 국민의 반탁운동으로 좌절되니까 그때 미국 국무성 극동방침이 한국에 있어서의 좌우익 합작의 추세였다. 뿐만 아니라 당시 공산당 세력은 실로 어마어마한 것이었다. 각처에서 테러가 발생하고 민심은 흉흉하기 더 이를데 없었다. 그때 우리는 생명을 내놓고 싸웠지만 그러한 혼란기에 이 박사야말로 다시 찾지 못할 국부적 인물이었다. 이 박사는 미 국무성이 세워놓은 극동 정책을 정면으로 반대하고 우리의 입장과 주장을 완강하게 들고 나갔다. 워낙 그분의 신념이 강하고 굽히지 않는 성격인 줄을 안지라 미국에서도 우리를 이해하여 마침내 5.10 총선거를 거행했으며 그리하여 남한만이라도 자유정부가 수립되었던 사실을 기억해야 한다. 만약 건국 초창기에 이 박사가 안계셨더라면 우리나라의 운명은 어떻게 되었는가를 상상해 볼 필요가 있다. 누가 뭐라고 말한대도 어쨎든 이 박사의 존재는 민족 역사에 길이 남은 존재라 하여 그리 지나친 말이 아닐 것이다. 좌우간 지난날 이 박사 없는 한국이란 국제무대에서 생각할 수조차 없는 일이었기 때문이다. 또한 이 박사는 검박질소한 생활을 자신의 표어로 삼아 실천한 분이다. 비단 자기 가정생활 뿐만 아니다. 국가 재정을 얼마나 아껴쓴 분인가를 아는 사람은 알 것이다. 내가 그분 밑에서 장관을 지낼 때 얘긴데 일례를 들어서 달러 아껴 쓰기를 마치 생명처럼 여긴 분이 바로 이 박사다. 국가 재정에 있어서 달러정책이란 참으로 무거운 면이 있었다. 심지어 대통령의 싸인이 없이는 절대로 단 100$도 못쓰게 했으며, 국제 외교상 외환이 필요 불가결할 때에는 그저 아까워서 내놓기를 얼마나 꺼려했는지 모른다. 검박 질소한 생활에 있어서도 그러하다. 긴 얘기 필요없이 지금 청와대 예산과 당시의 경무대 예산을 비교해보면 누구나 놀랄 일임에 틀림 없다. 그리고 또 한가지, 이 박사는 부정에 못참는 성격의 소유자였다. 그 지위 고하를 막론하고 조금이라도 부정이 밝혀지면 그 사람은 즉시 잘라내고야마는 성격이었다. 그러기에 대통령 집권 12년간을 그만치나 이끌어 나온 것이며 특히 무엇보다도 국민이 안정된 경제 생활을 누릴 수 있게 하지 않았던가 새삼스럽게 느껴진다. 이 박사가 모든 국민의 추대를 받아 온 것은 결코 우연은 아니었다. 그러나 이 박사의 실정에는 몇가지 이유가 있다. 내 생각으로는 그분의 과실은 노령에 겹친 실정이었으며 그것은 또 누구에게나 그런 과오가 있는 법이다. 그 양반의 노령에 편승한 인의 장막의 아첨배에게 그 책임이 있다고 본다. | ” |

## 기타
4·19 혁명 직후 미국은 대통령직과 국무총리직을 임시로 대행하던 그에게 자유당계열 인사들에 대한 보복조치가 없게 할 것을 주문하였고, 그는 미국측의 의견을 그대로 수용하였다. 그러나 이 문제로 혁신 세력은 물론이고 일부 같은 민주당 계열로부터도 방탄 내각, 이승만 정권의 연장이라는 등의 비난을 받게 됐다. 또한 그가 평소 이기붕에게도 동정적이었다는 점과 이기붕과 오랫동안 친하게 지낸 점도 문제화되었다.
이 정권 하에서 내각의 일원으로 활약하였지만 자유당 당적을 갖지 않음으로 해서 무소속을 대변하는 입장에 서기도 했다. 민주당 구파로 분류되는 그는 외무부장관으로 임명될 때까지 그는 한국민주당→민주국민당→민주당의 당적을 갖고 있었다.
1960년 5월, 당시 사회적 파장을 고려하여 비밀리에 이승만의 출국조치 시켰다.

## 일화
1982년 청와대의 홀에 약 20명의 원로가 모여 앉아 서로 잡담을 하고 있는데 의전실장이 대통령께서 나오시니 모두 앞으로 나와서 줄을 지어 서라고 지시하였다. 이 지시가 떨어지자마자 허정은 벼락같은 소리를 냈다 한다.
"무엇이 어째? 줄을 서라고? 내가 이럴줄 알고 안나오려고 했다!"하고 외치자 모두가 어리둥절하여 그를 쳐다보고 있는데, Y씨가 "대통령께서 나오시는데 줄을지어 서야 할 것 아니오?"라고 하자 허정은 더 큰 소리를 질렀다. "당신 혼자나 나가서 서시오!" 이렇게 되니 누구 한 사람 나가서 서려고 하지 않았다. 비서들이 몇번씩 들락거리고 나서야 전두환 대통령이 홀 안으로 들어섰다. 원로들이 앉은 자리에서 모두 일어섰고 대통령이 창가로 돌아다니면서 위촉장을 한 사람씩 전달하였다. 유달영은 참으로 기이한 위촉식이었으며 나는 근래에 이런 기골있는 인물을 처음 보았다고 평하였다.
일제강점기 당시 안창호는 여러 번 사람을 보내 그에게 흥사단에 가입할 것을 권고하였으나 그는 안창호의 부탁을 조용히 사양하였다. 이후 그는 이승만을 보좌하며 이승만계열의 동지회와 안창호에게 비교적 우호적이었던 국민회 간의 중재와 화합을 위한 모임과 만남을 주선하였다. 1920년대 재미 한국인 교포 중 이승만계와 안창호계, 박용만계의 파벌다툼에 염증을 느껴 한인 사회에 대한 관심을 끊던 서재필을 설득하여 한인 사회에 다시 관심갖게끔 마음을 되돌리게 하기도 했다.
1919년 구미외교위원부에 재직 당시 만났던 김규식을 그는 상당히 냉정한 사람이라고 평가했다. 김규식을 처음 만난 날 허정은 김규식과 저녁을 함께 하면서 프랑스에서 고생하는 한국청년들을 데려와야 한다고 말했다. 허정에 의하면 "김규식은 내가 워싱턴에 있을 때, 한국인 유학생들이 나를 찾아와 괴롭혔다고 말하면서, ‘자기가 좋아서 미국에 왔으면 노동을 하든 공부를 하든 자신의 역량껏 할 것이지 왜 구미위원부를 찾아와 괴롭히느냐?’ 라고 쌀쌀한 어조로 말했다."는 것이다. 구미위원부의 수금위원으로 독립자금을 모금하러 다녔던 그는 상하이의 임시정부에 거액의 송금을 부쳐주기도 했다. 그러면 김구는 감사 표시로 그에게 백범일지의 친필본을 택배로 미국에 있는 그에게 부치기도 했다.

## 이기붕 옹호
이기붕과 오랜 친구였던 그는 이기붕 일가를 동정하기도 했다. 4.19 이후 3.15 부정선거의 주역인 이기붕에 대한 비난, 규탄 여론이 주를 이루었다. 이기붕의 친지들 마저도 외면하거나, 언급을 회피하거나 이기붕과의 관련성을 부정하였으나, 허정은 이기붕을 동정하였다.
그는 이기붕의 해외망명을 주선하려다가 실패했는데, 실각이 정치보복으로 이어져서는 안 된다고 봤기 때문이라고 해명하였다. 이기붕을 동정하는 몇 안되는 사람이기도 했다.

## 대중 매체

### 텔레비전 드라마
- 오승룡 - 1981년 (제1공화국) MBC 드라마
- 박종관 - 1989년 (제2공화국) MBC 드라마
- 박종관 - 1993년 (제3공화국) MBC 드라마
- 오영수 - 1995년 (김구) KBS1 드라마

### 영화
- 장훈 - 1967년 (경무대 비화 잘돼갑니다) 영화

## 역대 선거 결과
|  | 47.94% |

|  | 16.27% |

|  | 0.2% |

|  | 0% |

## 참고 문헌
- 《대한민국 의정총람》, 국회의원총람발간위원회, 1994년
- 강준만, 《한국현대사산책:1960년대 편》 1권(강준만, 인물과사상사, 2006)
- 이재원, 《한국의 국무총리 연구》 (나남 펴냄 | 2006)
- 허정, 《내일을 위한 증언:허정 회고록》 (샘터사, 1979)
- 장택상, 《대한민국 건국과 나》 (창랑기념사업회, 1992)

## 같이 보기
- 보성전문학교
- 대한민국 임시의정원
- 임시정부 구미위원부
- 민주의원
- 공무원노동조합
- 전국교직원노동조합
- 삼일신보
- 한국민주당
- 민국당
- 민주당
- 민중당
- 수양동우회
- 흥업구락부
- 신민당
- 조선어학회 사건
- 서울특별시장
- 4·19 혁명